# Koh-Lanta : Les Armes secrètes
Pour les articles homonymes, voir Arme secrète.
 (mai 2025).
- Si vous ne connaissez pas le sujet, laissez ce bandeau (vous pouvez alors contacter les auteurs).
- Si vous supprimez le contenu mis en cause (vous pouvez préalablement contacter les auteurs),

argumentez précisément cette suppression dans la page de discussion
(un manque de référence n'est pas un argument ; une recherche réelle de référence doit avoir été effectuée, être formellement documentée).
 (juin 2025).
Koh-Lanta : Les Armes secrètes est la 22e édition régulière de l'émission de téléréalité Koh-Lanta, diffusée sur les chaînes de télévision TF1 et Tahiti Nui TV, du 12 mars 2021 au 4 juin 2021. Elle est présentée par Denis Brogniart et a été tournée en Polynésie française, et ce, pour la première fois.
Cette saison marque l'apparition d'« Armes secrètes », qui confèrent aux aventuriers différents pouvoirs, en majorité utiles au moment décisif du conseil : profiter d'un double vote, contrer un collier d'immunité, provoquer un duel, ou encore, détourner certains votes.
C'est Maxine qui remporte cette édition face à Lucie, lors du conseil final. Elle empoche ainsi les 100 000 € promis au vainqueur.

## Tournage

### Animation et production

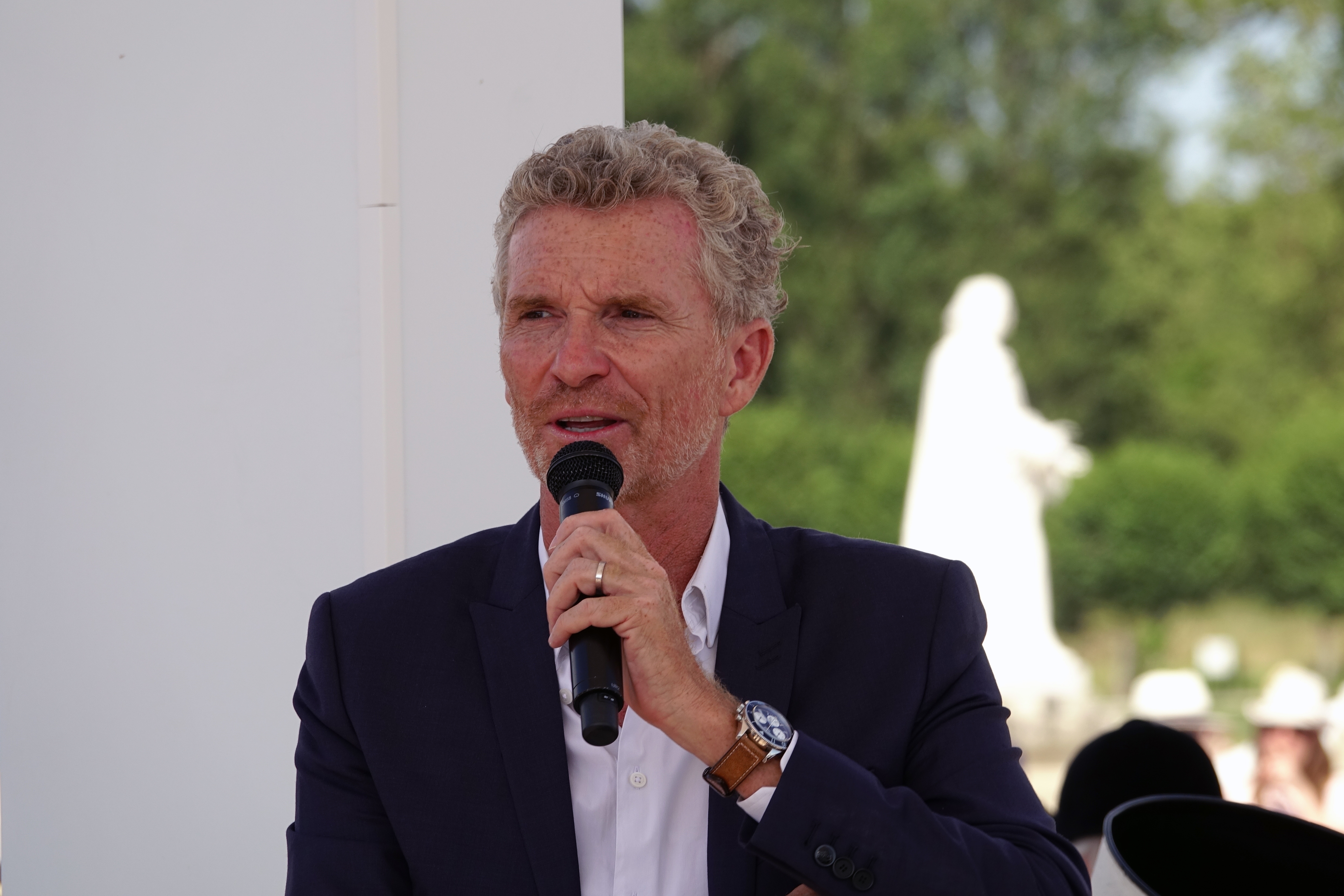
Denis Brogniart présente l'émission.

Denis Brogniart, animateur historique, présente une fois de plus l'émission. Il possède le rôle d'animateur expliquant les règles aux candidats ainsi que de présentateur en voix off.
Alexia Laroche-Joubert, avec la société de production Adventure Line Productions, produit à nouveau cette saison.

### Contexte géographique et climatique

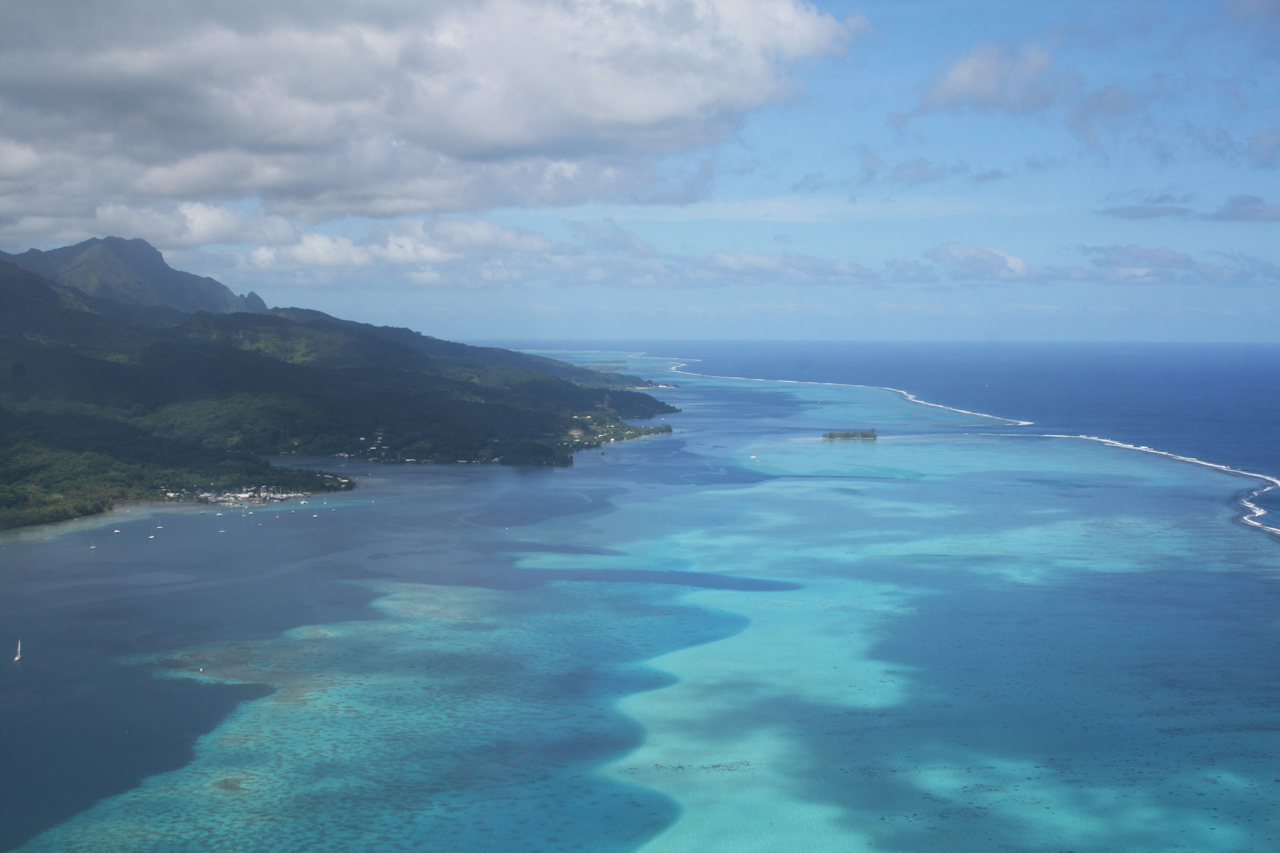
Le tournage de cette saison a en partie lieu sur l'île de Raiatea, en Polynésie française.

Le tournage de cette saison a eu lieu en Polynésie française, dans l'archipel des îles Sous-le-Vent, sur les îles Taha'a et Raiatea,,. C'est la première fois que ce lieu est choisi.
Étant donné le contexte sanitaire lié à la pandémie de Covid-19, la production a fait le choix de créer une bulle sanitaire, en logeant toutes les équipes dans un bateau de croisière, évitant ainsi tout contact avec l'extérieur. Des tests ont aussi été régulièrement effectués,.
Le tournage s'est déroulé durant l'automne 2020. Le climat de la Polynésie française est un climat tropical à « saisons alternées ». La saison chaude et humide, s’échelonne de novembre à avril. Le reste du temps, le climat est frais. Durant la période de tournage, les températures sont comprises en moyenne entre 23 et 29 °C.
Teheiura, candidat emblématique de l’émission, apparait exceptionnellement dans l'épisode trois sur ses terres pour partager la récompense du jeu de confort.

## Nouveautés

### Armes secrètes
Pour cette saison, la mise en place d' « Armes secrètes » constitue la principale nouveauté. Ce sont des petites amulettes, qui ont un pouvoir particulier. Notamment,, :
- Le « détournement de vote », qui permet à un candidat de priver quelqu'un de son vote, et prendre sa voix ;
- Le « quitte ou double », qui permet à un candidat de provoquer un autre candidat en duel au moment du conseil. Celui qui l'emporte étant immunisé pour le vote qui suit, et le perdant écopant d'une voix de pénalité ;
- Le « bracelet noir », qui permet de voler le collier d'immunité à un candidat, après qu'il a été joué ;
- L' « ambassadeur secret », qui a un rôle particulier au moment de la réunification ;
- Le « talisman », composé de deux parties, qui sont remises aux deux capitaines de chaque tribu, et dont seuls ces aventuriers ont connaissance. Si l'une des deux parties est jouée au conseil, alors, elle immunise la personne qui l'a jouée et rend inutile l'autre partie ; et si les deux parties sont jouées en même temps, alors, elles permettent aux deux capitaines de voter deux fois (cumulant ainsi quatre voix).

Toutes ces amulettes sont cumulables et cessibles à tout moment.

## Candidats
Ci-dessous, la liste des 21 candidats de cette saison,, répartis en deux équipes de dix.
Parmi eux, Aurélien et Hervé étaient candidats de la dix-neuvième saison, annulée après quelques jours de tournage. Et Lucie, une championne de boxe, n'intègre le jeu qu'à partir du cinquième jour.
| Candidats | Candidats | Profession                         | Âge    | Localisation    | Tribu                                                                                               | Jury final       | Départ et réfs. |
| --------- | --------- | ---------------------------------- | ------ | --------------- | --------------------------------------------------------------------------------------------------- | ---------------- | --------------- |
| ♀         | Sylviane  | Maître-nageur                      | 44 ans | Gironde         | - Toa (jour 1 – 3)                                                                                  |                  | Éliminée,       |
| ♀         | Marie     | Étudiante en événementiel          | 25 ans | Gironde         | - Oro (jour 1 – 6)                                                                                  | Éliminée,        |                 |
| ♀         | Élodie    | Coach sportive                     | 35 ans | Nord            | - Toa (jour 1 – 9)                                                                                  | Éliminée,        |                 |
| ♀         | Candice   | Instructrice de survie             | 25 ans | Loire           | - Oro (jour 1 – 12)                                                                                 | Éliminée,        |                 |
| ♂         | Gabin     | Saisonnier                         | 27 ans | Haute-Savoie    | - Oro (jour 1 – 15)                                                                                 | Abandon médical, |                 |
| ♂         | Aurélien  | Pharmacien                         | 34 ans | Calvados        | - Toa (jour 1 – 15)                                                                                 | Éliminé,         |                 |
| ♂         | Frédéric  | Restaurateur                       | 48 ans | Vaucluse        | - Oro (jour 1 – 17)                                                                                 | 1er membre       | Éliminé,        |
| ♂         | Hervé     | Boulanger                          | 44 ans | Doubs           | - Oro (jour 1 – 17) - Tribu réunifiée (jour 17)                                                     | 2e membre        | Éliminé,        |
| ♂         | Mathieu   | Élagueur                           | 29 ans | Corse           | - Toa (jour 1 – 17) - Tribu réunifiée (jour 17 – 20)                                                | 3e membre        | Éliminé,        |
| ♀         | Shanice   | Chef de projet en marketing social | 26 ans | Paris           | - Toa (jour 1 – 17) - Tribu réunifiée (jour 17 – 20)                                                | 4e membre        | Éliminée,       |
| ♀         | Myriam    | Professeur d'anglais               | 36 ans | Ain             | - Toa (jour 1 – 17) - Tribu réunifiée (jour 17 – 23)                                                | 5e membre        | Éliminée,       |
| ♂         | Vincent   | Analyste financier                 | 28 ans | Paris           | - Toa (jour 1 – 17) - Tribu réunifiée (jour 17 – 27)                                                | 6e membre        | Éliminé,        |
| ♀         | Laëtitia  | Employée multi-services            | 37 ans | Landes          | - Toa (jour 1 – 17) - Tribu réunifiée (jour 17 – 27)                                                | 7e membre        | Éliminée,       |
| ♂         | Thomas    | Chauffeur-routier                  | 37 ans | Yvelines        | - Toa (jour 1 – 17) - Tribu réunifiée (jour 17 – 30)                                                | 8e membre        | Éliminé,        |
| ♂         | Flavio    | Directeur de centre de loisirs     | 31 ans | Alpes-Maritimes | - Toa (jour 1 – 17) - Tribu réunifiée (jour 17 – 33)                                                | 9e membre        | Éliminé,        |
| ♀         | Magali    | Coach sportive                     | 47 ans | Hérault         | - Oro (jour 1 – 13) - Éliminée (jour 13 – 15) - Oro (jour 15 – 17) - Tribu réunifiée (jour 17 – 33) | 10e membre       | Éliminée,       |
| ♂         | Arnaud    | Maraîcher                          | 36 ans | Moselle         | - Oro (jour 1 – 17) - Tribu réunifiée (jour 17 – 34)                                                | 11e membre       | Éliminé,        |
| ♀         | Laure     | Agricultrice                       | 26 ans | Doubs           | - Oro (jour 1 – 17)                                                                                 | 12e membre       | Éliminée,       |
| ♂         | Jonathan  | Moniteur d'escalade                | 31 ans | Aveyron         | - Oro (jour 1 – 17) - Tribu réunifiée (jour 17 – 35)                                                | 13e membre       | Éliminé,        |
| ♀         | Lucie     | Championne de MMA                  | 35 ans | Val-de-Marne    | - Absente (jour 1 – 5) - Toa (jour 5 – 17) - Tribu réunifiée (jour 17 – 35)                         |                  | Finaliste,      |
| ♀         | Maxine    | Journaliste sportive               | 25 ans | Val-de-Marne    | - Oro (jour 1 – 17) - Tribu réunifiée (jour 17 – 35)                                                | Vainqueur,       |                 |

Légende :
- « Oro », signifie que l'aventurier fait partie de la tribu rouge.
- « Toa », signifie que l'aventurier fait partie de la tribu jaune.
- « Absente », signifie que l'aventurière n'avait pas encore intégré le jeu.
- « Tribu réunifiée », signifie que l'aventurier fait partie de la tribu réunifiée.
- « Éliminé », signifie que l'aventurier a été éliminé, avant de réintégrer le jeu.

## Déroulement

### Bilan par épisode
| 1er épisode          | 12 mars 2021  | [ n° 2 ]                  | Oro                 | Sylviane            | 7-4-1-1       | Jour 3        | [ 120 ] |
| 2e épisode           | 19 mars 2021  | Toa                       | Toa                 | Marie               | 6-3-2-1       | Jour 6        | [ 121 ] |
| 3e épisode           | 26 mars 2021  | Oro                       | Oro                 | Élodie              | 6-3-1         | Jour 9        | [ 122 ] |
| 4e épisode           | 2 avril 2021  | Toa                       | Toa                 | Candice             | 5-4           | Jour 12       | [ 123 ] |
| 5e épisode           | 9 avril 2021  | Toa                       | Oro                 | Magali              | 5-1-1-1       | Jour 13       | [ 124 ] |
| 5e épisode           | 9 avril 2021  | Toa                       | Oro                 | Aurélien            | 5-4           | Jour 15       | [ 124 ] |
| 6e épisode           | 16 avril 2021 | Oro                       | Laure               | Hervé               | 6-4-3-1       | Jour 17       | [ 125 ] |
| 7e épisode           | 23 avril 2021 | Myriam                    | Jonathan            | Shanice             | 7-6           | Jour 20       | [ 126 ] |
| 8e épisode           | 30 avril 2021 | Équipe de Vincent         | Maxine et Laëtitia  | Myriam              | 8-5-1         | Jour 23       | [ 127 ] |
| 9e épisode           | 7 mai 2021    | Flavio et Laure           | Arnaud et Lucie     | Vincent et Laëtitia | 8-2-1         | Jour 27       | [ 128 ] |
| 10e épisode          | 14 mai 2021   | Jonathan                  | Maxine              | Thomas              | 8-1           | Jour 30       | [ 129 ] |
| 11e épisode          | 21 mai 2021   | Maxine                    | Arnaud              | Magali              | 4-3           | Jour 33       | [ 130 ] |
|                      |               | Épreuve d'orientation     | Épreuve des poteaux | Conseil final       | Conseil final | Conseil final |         |
| 12e épisode (finale) | 28 mai 2021   | Jonathan, Lucie et Maxine | Maxine              | Maxine              | 9-4           | Vainqueur     | [ 131 ] |
| 13e épisode (finale) | 4 juin 2021   | Jonathan, Lucie et Maxine | Maxine              | Maxine              | 9-4           | Vainqueur     | [ 132 ] |

|                          | Épisode | Gagnant(s)                            | Gain                       | Perdant(s)                            | Perte                       | Détails   | Réf.    |
| ------------------------ | ------- | ------------------------------------- | -------------------------- | ------------------------------------- | --------------------------- | --------- | ------- |
| Épreuve initiale         | 1er     | Candice et Hervé Aurélien et Laëtitia | Talisman et chefs d'équipe | Frédéric et Élodie Mathieu et Shanice | Voix de pénalité au conseil | [ n° 15 ] | [ 120 ] |
| Duel du Quitte ou double | 2e      | Magali                                | Immunité au conseil        | Marie                                 | Voix de pénalité au conseil | [ n° 16 ] | [ 121 ] |
| Duel éliminatoire        | 7e      | Thomas                                | Immunité au conseil        | Mathieu                               | Élimination                 | [ n° 17 ] | [ 126 ] |

| Objet               | Localisation ou circonstance     | Propriétaire           | Utilisation   | Utilisation   | Utilisation                    | Réf(s).       |
| Objet               | Localisation ou circonstance     | Propriétaire           | Statut        | Épisode       | Votes annulés sur nombre total | Réf(s).       |
| ------------------- | -------------------------------- | ---------------------- | ------------- | ------------- | ------------------------------ | ------------- |
| Colliers d'immunité | Camp des Oro                     | Arnaud (jour 6 – 17)   | Utilisé       | 6e            | 4/14                           | ,             |
| Colliers d'immunité | Camp des Oro                     | Candice (jour 11 – 12) | Non utilisé   | Non utilisé   | Non utilisé                    | [ 123 ]       |
| Colliers d'immunité | Camp de la tribu réunifiée       | Non découvert          | Non découvert | Non découvert | Non découvert                  | Non découvert |
| Amulette d'immunité | Épreuve de confort du 2e épisode | Lucie (jour 5 – 6)     | Non utilisée  | Non utilisée  | Non utilisée                   | [ 121 ]       |

| Localisation ou circonstance | Arme secrète et détails | Arme secrète et détails      | Propriétaire(s)                         | Utilisation    | Utilisation    | Utilisation                                                                                                 | Réf(s).        |
| Localisation ou circonstance | Arme secrète et détails | Arme secrète et détails      | Propriétaire(s)                         | Statut         | Épisode        | Détails et conséquence(s)                                                                                   | Réf(s).        |
| ---------------------------- | ----------------------- | ---------------------------- | --------------------------------------- | -------------- | -------------- | --- | -------------- |
| Épreuve initiale             | Talisman                | Une partie du talisman rouge | Candice (jour 1 – 6)                    | Utilisée       | 2e             | Candice est immunisée.                                                                                      | [ 121 ]        |
| Épreuve initiale             | Talisman                | Une partie du talisman rouge | Hervé (jour 1 – 6)                      | Inutilisable   | 2e             | Cette partie de talisman est rendue inutilisable.                                                           | [ 121 ]        |
| Épreuve initiale             | Talisman                | Une partie du talisman jaune | Aurélien (jour 1 – 15)                  | Non utilisée   | 5e             | Aurélien est éliminé sans avoir utilisé sa partie de talisman.                                              | [ 124 ]        |
| Épreuve initiale             | Talisman                | Une partie du talisman jaune | Laëtitia (jour 1 – 17)                  | Utilisée       | 6e             | Laëtitia est immunisée.                                                                                     | [ 125 ]        |
| Camp des Oro                 | Quitte ou double        | Quitte ou double             | Magali (jour 6)                         | Utilisée       | 2e             | Magali défie Marie et gagne son duel. Elle est immunisée. Marie écope d'une voix de pénalité.               | [ 121 ]        |
| Camp des Oro                 | Ambassadeur secret      | Ambassadeur secret           | Laure (jour 15 – 16)                    | Utilisée       | 6e             | Laure ne peut être éliminée par les ambassadeurs. Elle participe à la discussion et à la prise de décision. | [ 125 ]        |
| Camp des Toa                 | Quitte ou double        | Quitte ou double             | Vincent (jour 13 – 17) Thomas (jour 17) | Non utilisée   | 6e             | Thomas décide de ne pas jouer cette arme secrète.                                                           | ,              |
| Camp des Toa                 | Ambassadeur secret      | Ambassadeur secret           | Non découverte                          | Non découverte | Non découverte | Non découverte                                                                                              | Non découverte |
| Camp de la tribu réunifiée   | Détournement de vote    | Détournement de vote         | Lucie (jour 21 – 33)                    | Utilisée       | 11e            | Lucie détourne le vote de Magali. Celle-ci vote donc deux fois, tandis que Magali ne vote pas.              | [ 130 ]        |
| Camp de la tribu réunifiée   | Collier instantané      | Collier instantané           | Laëtitia (jour 25 – 27)                 | Utilisée       | 9e             | Laëtitia joue son collier, qui l'immunise avec Vincent.                                                     | [ 128 ]        |
| Camp de la tribu réunifiée   | Bracelet noir           | Bracelet noir                | Lucie (jour 27)                         | Utilisée       | 9e             | Lucie dépossède Laëtitia de son collier et le donne à Maxine, ce qui la rend intouchable avec Thomas.       | [ 128 ]        |

### Détails des votes
|                      | Tribus initiales | Tribus initiales | Tribus initiales | Tribus initiales | Tribus initiales | Tribus initiales | Tribus initiales | Tribus initiales | Tribu réunifiée | Tribu réunifiée | Tribu réunifiée | Tribu réunifiée | Tribu réunifiée | Tribu réunifiée | Tribu réunifiée | Tribu réunifiée | Tribu réunifiée | Tribu réunifiée | Tribu réunifiée | Tribu réunifiée | Tribu réunifiée | Tribu réunifiée | Tribu réunifiée |
| -------------------- | ---------------- | ---------------- | ---------------- | ---------------- | ---------------- | ---------------- | ---------------- | ---------------- | --------------- | --------------- | --------------- | --------------- | --------------- | --------------- | --------------- | --------------- | --------------- | --------------- | --------------- | --------------- | --------------- | --------------- | --------------- |
| ► Épisode            | 1                | 2                | 3                | 4                | 5                | 5                | 5                | 6                | 6               | 7               | 7               | 8               | 9               | 9               | 10              | 11              | 11              | 11              | 12,             | 12,             | 13,             | 13,             | 13,             |
| ► Éliminé ou abandon | Sylviane         | Marie            | Élodie           | Candice          | Magali           | Gabin            | Aurélien         | Frédéric         | Hervé           | Mathieu         | Shanice         | Myriam          | Vincent         | Laëtitia        | Thomas          | Flavio          | Magali          | Magali          | Arnaud          | Laure           | Jonathan        | Lucie           | Maxine          |
| ► Votes              | 7/13             | 6/12             | 6/10             | 5/9              | 5/8              | 0                | 5/9              | 3                | 6/14            | 0               | 7/13            | 8/14            | 8/11            | 0               | 8/9             | 0               | 4/7             | 4/7             | 0               | 0               | 1               | 4/13            | 9/13            |
| ▼ Candidats          | Votes            | Votes            | Votes            | Votes            | Votes            | Votes            | Votes            | Votes            | Votes           | Votes           | Votes           | Votes           | Votes           | Votes           | Votes           | Votes           | Votes           | Votes           | Votes           | Votes           | Votes           | Votes           | Votes           |
| Maxine               |                  | Arnaud           |                  | Candice          | Magali           |                  |                  | Frédéric         | Hervé           |                 | Shanice         | Myriam          | Vincent         |                 | Thomas          |                 | Magali          | Magali          |                 |                 | Jonathan        | Jury final      | Jury final      |
| Lucie                | [ n° 37 ]        |                  | Laëtitia         |                  |                  |                  | Aurélien         |                  | Arnaud          |                 | Laure           | Myriam          | Vincent         |                 | Thomas          |                 | Magali          | Magali          |                 |                 |                 | Jury final      | Jury final      |
| Jonathan             |                  | Laure            |                  | Magali           | Magali           |                  |                  |                  | Thomas          |                 | Shanice         | Myriam          | Vincent         |                 | Thomas          |                 | Lucie           | Lucie           |                 |                 |                 |                 | Maxine          |
| Laure                |                  | Frédéric         |                  | Candice          | Magali           |                  |                  | Frédéric         | Hervé           |                 | Shanice         | Myriam          | Vincent         |                 | Thomas          |                 | Magali          | Magali          |                 |                 |                 |                 | Maxine          |
| Arnaud               |                  | Marie            |                  | Candice          | Magali           |                  |                  |                  | Thomas          |                 | Shanice         | Myriam          | Vincent         |                 | Thomas          |                 | Lucie           | Lucie           |                 |                 |                 |                 | Maxine          |
| Magali               |                  | Marie            |                  | Candice          | Frédéric         | [ n° 38 ]        |                  |                  | Jonathan        |                 | Shanice         | Myriam          | Vincent         |                 | Thomas          |                 | [ n° 33 ]       | [ n° 33 ]       |                 |                 |                 | Lucie           |                 |
| Flavio               | Sylviane         |                  | Élodie           |                  |                  |                  | Lucie            |                  | Arnaud          |                 | Laure           | Arnaud          | Magali          |                 | Thomas          |                 |                 |                 |                 |                 |                 |                 | Maxine          |
| Thomas               | Élodie           |                  | Élodie           |                  |                  |                  | Aurélien         |                  | Hervé           |                 | Laure           | Arnaud          | Vincent         |                 | Flavio          |                 |                 |                 |                 |                 |                 |                 | Maxine          |
| Laëtitia             | Élodie           |                  | Élodie           |                  |                  |                  | Lucie            |                  | Arnaud          |                 | Laure           | Myriam          | Thomas          |                 |                 |                 |                 |                 |                 |                 |                 |                 | Maxine          |
| Vincent              | Sylviane         |                  | Élodie           |                  |                  |                  | Aurélien         | Frédéric         | Arnaud          |                 | Shanice         | Myriam          | Magali          |                 |                 |                 |                 |                 |                 |                 |                 |                 | Maxine          |
| Myriam               | Sylviane         |                  | Élodie           |                  |                  |                  | Aurélien         |                  | Hervé           |                 | Laure           | Arnaud          |                 |                 |                 |                 |                 |                 |                 |                 |                 |                 | Maxine          |
| Shanice              | Sylviane         |                  | Lucie            |                  |                  |                  | Aurélien         |                  | Hervé           |                 | Laure           |                 |                 |                 |                 |                 |                 |                 |                 |                 |                 | Lucie           |                 |
| Mathieu              | Sylviane         |                  | Laëtitia         |                  |                  |                  | Lucie            |                  | Hervé           |                 |                 |                 |                 |                 |                 |                 |                 |                 |                 |                 |                 |                 | Maxine          |
| Hervé                |                  | Marie            |                  | Magali           | Maxine           |                  |                  |                  | Thomas          |                 |                 |                 |                 |                 |                 |                 |                 |                 |                 |                 |                 | Lucie           |                 |
| Frédéric             |                  | Marie            |                  | Magali           | Magali           |                  |                  |                  |                 |                 |                 |                 |                 |                 |                 |                 |                 |                 |                 |                 |                 | Lucie           |                 |
| Aurélien             | Sylviane         |                  | Élodie           |                  |                  |                  | Lucie            |                  |                 |                 |                 |                 |                 |                 |                 |                 |                 |                 |                 |                 |                 |                 |                 |
| Gabin                |                  | Marie            |                  | Candice          | Jonathan         |                  |                  |                  |                 |                 |                 |                 |                 |                 |                 |                 |                 |                 |                 |                 |                 |                 |                 |
| Candice              |                  | Arnaud           |                  | Magali           |                  |                  |                  |                  |                 |                 |                 |                 |                 |                 |                 |                 |                 |                 |                 |                 |                 |                 |                 |
| Élodie               | Sylviane         |                  | Laëtitia         |                  |                  |                  |                  |                  |                 |                 |                 |                 |                 |                 |                 |                 |                 |                 |                 |                 |                 |                 |                 |
| Marie                |                  | Frédéric         |                  |                  |                  |                  |                  |                  |                 |                 |                 |                 |                 |                 |                 |                 |                 |                 |                 |                 |                 |                 |                 |
| Sylviane             | Élodie           |                  |                  |                  |                  |                  |                  |                  |                 |                 |                 |                 |                 |                 |                 |                 |                 |                 |                 |                 |                 |                 |                 |
| Pénalité             | Élodie           |                  |                  |                  |                  |                  |                  |                  |                 |                 |                 |                 |                 |                 |                 |                 |                 |                 |                 |                 |                 |                 |                 |
| Pénalité             | Mathieu          | Frédéric         |                  |                  |                  |                  |                  |                  |                 |                 |                 | Arnaud          |                 |                 |                 |                 |                 |                 |                 |                 |                 |                 |                 |
| Pénalité             | Shanice          | Marie            | Vincent          |                  |                  |                  |                  |                  |                 |                 |                 |                 |                 |                 |                 |                 |                 |                 |                 |                 |                 |                 |                 |
| Vote noir            |                  |                  |                  |                  |                  |                  |                  |                  |                 |                 | Shanice         | Arnaud          | Vincent         |                 | Thomas          |                 | Lucie           | Lucie           |                 |                 |                 |                 |                 |

## Résumés détaillés

### 1erépisode
Cet épisode est diffusé le 12 mars 2021.

#### Jour 1: découverte des aventuriers, composition des tribus, une épreuve initiale à avantages et inconvénients

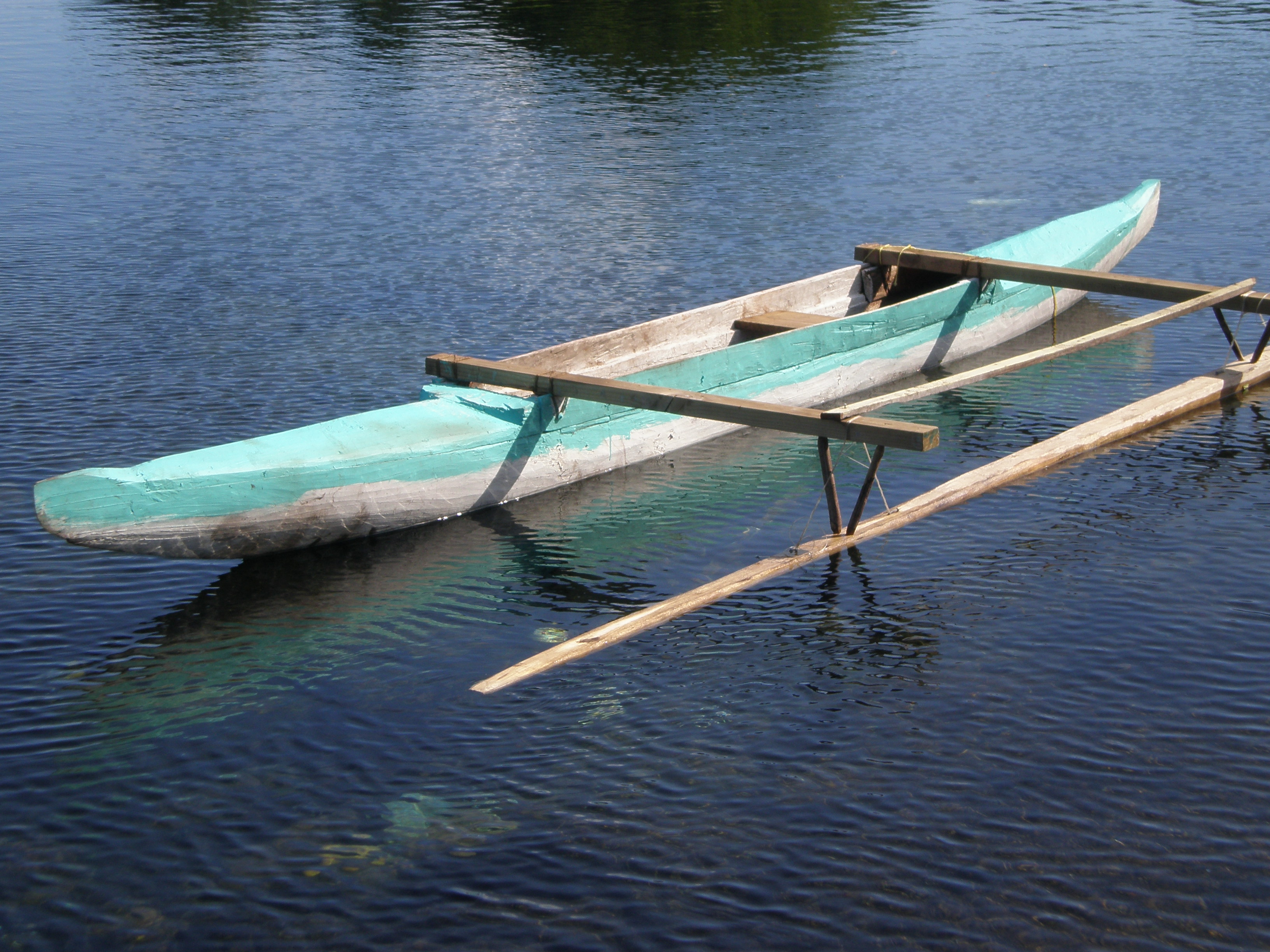
Les aventuriers sont embarqués sur ce type de pirogue.

Les aventuriers de cette saison arrivent en pirogues traditionnelles et retrouvent Denis Brogniart sur une île de Polynésie française. Rapidement, ce dernier énonce les règles d'une épreuve qui se déroule comme suit : tous les aventuriers doivent effectuer un parcours d'obstacles, avant de récupérer un carquois, dans lequel se trouvent des bracelets de couleur. Ils doivent ensuite trouver la personne ayant le bracelet de la même couleur, afin de former des binômes mixtes. Par la suite, aidés d'une pierre à feu, ils doivent, le plus rapidement possible allumer un feu. Les deux premiers binômes à y parvenir obtenant un avantage pour la suite du jeu, les deux derniers étant pénalisés d'une voix lors du prochain conseil de leur tribu. L'épreuve commence et les binômes sont rapidement constitués. Ces derniers doivent escalader une palissade, une echelle inclinée sur un ponton, attraper un sac contenant la pierre à feu et du combustible. L'un des deux doit allumer le feu sur une tablette maintenue par l'autre, jusqu'à ce qu'une cordelette tendue au dessus soit brulée. Ce sont Candice et Hervé qui y parviennent en premier, suivis d'Aurélien et Laëtitia. Ces deux duos sont donc les vainqueurs de l'épreuve, qui se poursuit jusqu'à ce que Frédéric et Élodie et Shanice et Mathieu soient les deux derniers binômes. Ces quatre candidats doivent donc inscrire leur prénom sur un bulletin de vote. Denis Brogniart réunit ensuite les deux binômes vainqueurs et leur annonce qu'ils sont les capitaines des équipes rouge et jaune, mais aussi qu'ils sont les premiers à disposer de l'une des « armes secrètes » de cette saison. Il remet un talisman aux deux capitaines de chaque tribu, qui est séparé en deux parties. Il explique que si l'une des deux parties est jouée au conseil, elle immunise la personne qui l'a jouée et rend inutile l'autre partie ; mais aussi que, si les deux parties sont jouées en même temps, alors, elles permettent aux deux capitaines de voter deux fois (cumulant ainsi quatre voix). Cet avantage n'est connu que des capitaines et n'est valable que jusqu'au conseil de la réunification.
Les candidats sont à nouveau réunis et les équipes sont composées. Du côté de la tribu rouge, nommée Oro, Candice et Hervé choisissent : Arnaud, Frédéric, Gabin, Jonathan, Laure, Marie, Magali, et Maxine. Du côté de la tribu jaune, nommée Toa, Aurélien et Laëtitia choisissent : Élodie, Flavio, Mathieu (après hésitation à cause de sa manifestation d'humeur explosive lors de sa défaite), Myriam, Shanice, Sylviane, Thomas (qui a ramassé à mains nues le bois embrasé que sa partenaire Myriam avait fait tomber au sol), et Vincent.
Les candidats découvrent ensuite leurs campements, où ils trouvent notamment une machette et 300 g de riz, une marmite et des lunettes de plongée. Magali et Laëtitia trouvent le point d'eau. Quel que soit le camp, la conception de la cabane est sujet à débats. Chez les rouges, Candice trouve des fruits de pandanus et commence à essayer de faire le feu, mais ne trouve pas le bois adéquat.
Chez les jaunes, Aurélien prend les choses en main mais a l'impression que son équipe compte trop sur lui. Il commence une cabane mais elle est trop grande et Sylviane s'inquiète car elle ne sera pas prête pour la nuit et manquera de solidité.
Celle des rouges est trop petite et n'a pas de toit, les filles la laissent aux hommes et vont dormir sur la plage avec les bernard-l'hermite

#### Jour 2: équilibre et cohésion pour l'épreuve d'immunité
En ce matin du 2e jour, les équipes tentent de faire le feu. Si les rouges y parviennent, grâce aux conseils (avisés, mais moyennement appréciés) de Candice, les jaunes ont plus de difficultés. Leur ultime tentative est avortée par la convocation à l'épreuve d'immunité.
Les équipes se retrouvent et le principe de l'épreuve est le suivant : les candidats de chaque tribu doivent tenir au moins cinq secondes en équilibre sur une poutre disposée au-dessus de l'océan. Avant cela, ils doivent passer sur cinq plateformes intermédiaires, lesquelles sont reliées par des poutres de différentes largeurs. L'épreuve débute et alors que les 2 équipes sont presque à égalité, Élodie, de la tribu jaune, chute fortement et tombe à cheval sur une poutre intermédiaire. L'épreuve est alors interrompue et Élodie est évacuée pour être examinée par le médecin. L'épreuve reprend donc sans elle, là où elle s'est arrêtée, mais sans Magali de la tribu rouge, qui se désigne pour ne pas participer au reste de l'épreuve, permettant ainsi le respect de l'équité numérique. Les jaunes ont de l'avance mais Sylviane ne réussit pas à rejoindre la plate forme. Finalement, ce sont les rouges qui sont les premiers à arriver sur la poutre finale et tenir au moins cinq secondes. Ils sont donc immunisés. Les Oro extériorisent leur joie, ce qui déplaît aux Toa, surtout à Mathieu, au regard de ce qui est arrivé à Élodie. Les tribus se réunissent et finalement, Élodie réintègre son équipe à ce moment-là.
C'est alors que Denis Brogniard les informe de la présence des armes secrètes sur les camps.
De retour sur le camp, les premières discussions sur la personne à éliminer ont lieu chez les jaunes. Deux aventurières se sentent en danger : Élodie, qui a perturbé l'épreuve à cause de son évacuation et Sylviane, qui se sent déjà exclue à cause de son âge et a grandement ralenti son équipe. Elles cherchent une arme secrète. Chez les rouges, la cabane prend bonne tournure, la nourriture ne manque pas et on mange chaud, mais les conseils de Candice commencent à agacer certains hommes.

#### Jour 3: réflexions et premier conseil de l'aventure
Après un réveil sous la pluie, les discussions fusent sur le camp jaune pour savoir qui éliminer. Sylviane part à la recherche d'un collier d'immunité et fait planer le doute sur le fait qu'elle l'ait découvert. Sur le camp rouge, l'ambiance est toute autre, puisque Arnaud tente de pêcher raie et murène avec un bâton et en lançant la machette, sans succès.ils réussissent cependant à attraper des petits poissons à la main , et les grillent aussitôt.
Au conseil, Laëtitia se plaint de ne pas être assez écoutée, et Sylviane s'excuse d'avoir handicapé l'équipe lors de l'épreuve d'immunité. Après le vote, Denis ajoute trois voix de pénalité, dirigées vers Élodie, Mathieu et Shanice (qui sont arrivés dans les derniers lors de l'épreuve). Finalement, avec sept voix dirigées contre elle, c'est Sylviane qui est éliminée.

### 2eépisode
Cet épisode est diffusé le 19 mars 2021.

#### Jour 4: construction de radeaux
Au lendemain du conseil, les jaunes sont agacés par la réflexion de Laëtitia faite la veille, en particulier Aurélien, Thomas et Mathieu. Les rouges de leur côté entament la journée en mangeant du cœur de palmier.
Cependant, un message arrive sur les camps. Il indique que les tribus doivent construire deux radeaux à l’aide de bambous et de corde, dont une pirogue quasi prête. Du côté des Toa, c'est naturellement Aurélien qui dirige, mais qui s'agace quelque peu, d'autant plus lorsqu'un bambou part au large, mais que personne ne se résout à aller le chercher. Du côté des Oro, la construction, dirigée par Magali et Hervé est plus efficace.
Avant d'aller se coucher, les rouges se préparent une soupe de cœurs de palmier et de l'émincé de noix de coco.

#### Jour 5: épreuve de confort et arrivée surprise d'une candidate
En ce 5e jour, les aventuriers se réveillent fatigués par la pluie qui est tombée toute la nuit. L'épreuve de confort est rapidement annoncée.

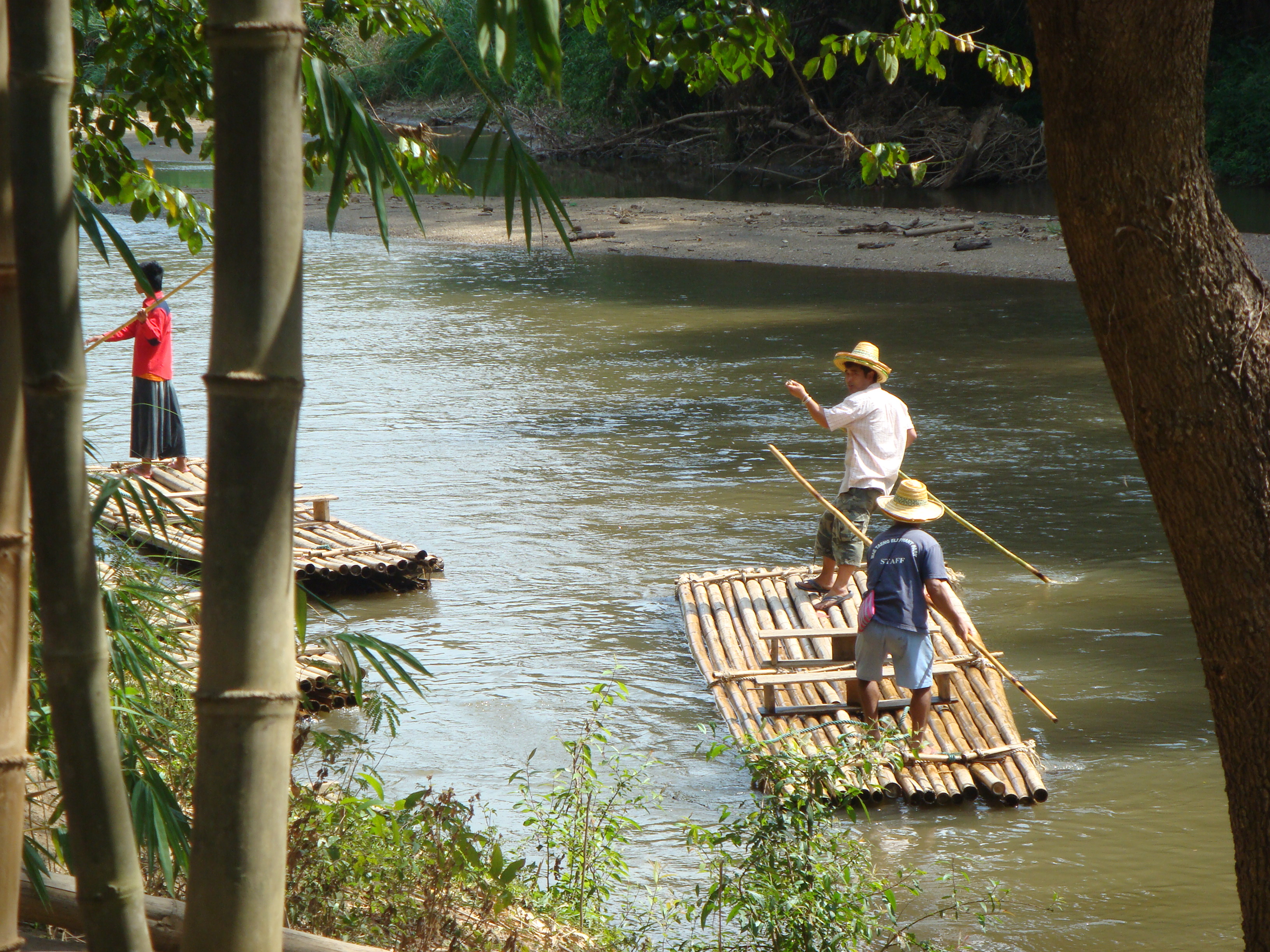
L'épreuve se déroule avec des radeaux en bambous, construits par les aventuriers.

Les aventuriers se retrouvent et doivent se répartir sur leurs deux embarcations. Le principe est le suivant : ramener un à un sept sacs, disposés à une soixantaine de mètres de leur base. Lors du trajet, ils doivent passer à l'intérieur d'un carré, matérialisé par des bouées, sans quoi, ils se retrouvent pénalisés pendant dix secondes. Juste avant que l'épreuve ne débute, Denis Brogniart procède à un tirage au sort dans l'équipe rouge, pour que l'équité numérique soit respectée et c'est Laure qui est exemptée. Le départ est alors donné, et après une épreuve serrée, ce sont finalement les jaunes qui l'emportent. Ils remportent un poisson de trois kilos, mais profitent aussi de l'arrivée de Lucie, une championne de MMA de 35 ans, qui vient renforcer leur équipe. Cette dernière possède une amulette d'immunité qui la rend intouchable lors du prochain conseil.
De retour sur le camp, les jaunes accueillent Lucie et décident d'agrandir leur cabane, tout en la rendant plus étanche. Des tensions grandissent, lorsque Laëtitia choisit de ne s'occuper que de son côté de la cabane. Peu après, les jaunes mangent cru le poisson qu'ils ont remporté, étant donné qu'ils n'ont pas encore le feu. Du côté des rouges, à la nuit tombée, Arnaud, Jonathan et Hervé partent chasser des crabes et en ramènent pour le repas.
Au cours de la nuit, la pluie s'abat de nouveau sur les camps, et une partie de la cabane des jaunes cède sous le poids de l'eau.

#### Jour 6: épreuve d'immunité, rebondissements lors du conseil
Au matin, les jaunes décident de construire une nouvelle cabane. Aurélien est d'avis d'en construire deux petites, idée qui n'est pas partagée par Laëtitia, qui craint une scission du groupe. Sur le camp rouge, les aventuriers sont à le recherche d'un collier d'immunité et/ou d'une arme secrète. Arnaud finit par trouver un collier d'immunité, qu'il ne peut jouer que jusqu'au conseil de la réunification. L'épreuve d'immunité est annoncée.
Les candidats se retrouvent et ont pour but de reconstituer un puzzle vertical, à l'aide de quinze lattes de bois. Avant cela, ils doivent effectuer un parcours d'obstacle et ramener les lattes cinq par cinq, avant de commencer la construction. Dans chaque tribu, seuls trois aventuriers sont chargés de construire la figure, tous les autres les guidant. Du côté des jaunes, Thomas, Vincent et Mathieu construisent et du côté des rouges, ce sont Arnaud, Hervé et Gabin. L'épreuve débute et les Toa (jaunes) l'emportent. Ils sont donc immunisés.
De retour sur le camp, Magali, Arnaud, Candice et Frédéric se sentent menacés. Cependant, Magali trouve un indice pour découvrir une arme secrète, qui lui indique de chercher au niveau du bocal de riz. Après plusieurs tentatives, elle parvient à s'emparer du bocal, sans attirer l'attention de ses coéquipiers et découvre l'arme du « Quitte ou double ». Elle apprend qu'elle peut jouer cette arme au moment du conseil et choisir de défier un autre aventurier. Le vainqueur de ce défi étant immunisé, le perdant étant pénalisé d'une voix.
Lors du conseil, Magali décide de jouer son arme secrète. Si elle espérait dans un premier temps défier Candice, cette dernière fait le choix de jouer sa partie de talisman qui lui a été confiée lors du premier épisode. Ainsi, elle devient intouchable et rend inutilisable la partie d'Hervé, l'autre co-capitaine. Magali décide donc d'affronter Marie. Les deux candidates doivent faire tenir le plus de pièces de bois possible à l'horizontale. Finalement, Magali remporte son duel et est immunisée. De son côté, Marie doit inscrire son prénom sur un bulletin. Les aventuriers votent, et juste avant le dépouillement, Denis ajoute le bulletin au nom de Marie, ainsi qu'un bulletin au nom de Frédéric, qui est arrivé parmi les derniers lors de la première épreuve de l'aventure. Avec six voix contre elle, c'est finalement Marie qui est éliminée. Trois voix étaient dirigées contre Frédéric, deux contre Arnaud et une contre Laure.

### 3eépisode
Cet épisode est diffusé le 26 mars 2021.

#### Jour 7: épreuve de confort, échanges et repas avec Teheiura en récompense
Sur le camp rouge, ce septième matin est marqué par l'élimination de Marie, qui est la première à avoir fait les frais d'une arme secrète. Candice s'en veut de ne pas avoir prévenu Hervé de son choix d'utiliser sa partie de talisman. Elle décide de s'expliquer et ce dernier lui indique qu'il ne lui en veut pas. Chez les jaunes, les aventuriers ont faim. Si Laëtitia trouve de la canne à sucre, cela ne suffit pas. L'épreuve de confort est alors annoncée.
Aurélien déclare que l'équipe qu'il a composée est proche de zéro en survie mais qu'ils sont sportifs, et que s'ils ne sont pas nourris, le corps n'est pas opérationnel.
Les aventuriers se retrouvent, et Denis Brogniart commence par annoncer la récompense : partager un moment avec Teheiura, polynésien et aventurier mythique de Koh-Lanta, sur l'île oú vit sa famille, ainsi qu'un repas typique qu'il aura préparé. Il énonce ensuite le principe de l'épreuve, qui est le suivant : dans chaque équipe, un fugitif est désigné. Celui-ci doit arriver au bout d'un parcours d'obstacles, sans être rattrapé par les aventuriers de l'équipe adverse, qui sont encordés entre eux. Tout au long du parcours, les fugitifs doivent récupérer trois sacs, de respectivement 20, 25 et 30 kg. Un tirage au sort est effectué parmi les femmes de l'équipe jaune, pour que l'équité soit respectée et Shanice est dispensée de cette épreuve. Gabin chez les rouges et Aurélien chez les jaunes sont désignés comme fugitifs et l'épreuve débute sous une pluie diluvienne. Les deux équipes se lancent en patageant mais les poursuivants jaunes s'embourbent et prennent du retard, tandis que Gabin, le fugitif rouge, prend de l'avance. Gabin, chargé de ses trois sacs (75 kg) est arrêté à quelques mètres de l'arrivée, mais finalement Aurélien est rattrapé par les rouges et la victoire revient donc aux Oro. Ces derniers partent avec Teheiura, et les jaunes regagnent leur campement, excepté Aurélien, qui reste sous l'observation du médecin, après un coup de fatigue à l'issue de l'épreuve.
Sur le camp jaune, le moral est bas. Matthieu fulmine, il a l'impression que son équipe ne s'est pas battue. Pendant ce temps, Teheiura présente son île et son papa aux rouges. Il leur montre comment ouvrir facilement les noix de coco, en raper la pulpe, obtenir du lait de coco et faire des bols avec la coque, avant de leur faire visiter sa petite plantation de vanille.
Un vrai festin a été préparé dans des paniers placés dans la terre sous un feu, poisson, taro, manioc, poulpes... Teheiura prépare avec eux une salade en leur expliquant comment attraper les poulpes et griller les scarabées de plage. Il leur enseigne également comment gérer le feu pour économiser le bois.

#### Jour 8: tensions chez les jaunes, épreuve des flambeaux
Au 8e matin, après une nuit difficile sur le campement jaune, Myriam est en colère contre Mathieu, car celui-ci a rabaissé l’équipe en disant qu’ils sont tous des chèvres et des brebis, et qu’il va falloir se remettre en question. Ce qu’a approuvé Aurélien, puisqu’il était le seul, sur la dernière épreuve, à se porter volontaire pour soulever les sacs. Myriam et Mathieu ont discuté ensemble et ont réussi à mettre les tensions de côté. De son côté, Vincent a essayé de faire du feu, en vain. Il a été agacé par les remarques de la cheffe jaune Laëtitia, d’autant plus qu’elle regardait au lieu d’essayer. Chez les rouges tout va bien, ils mangent à leur faim, du riz au lait de coco, grâce aux techniques de Teheiura. L’épreuve d’immunité est annoncée. Les candidats se rendent sur place, rejoints par Aurélien, et découvrent l’épreuve des flambeaux. Chaque équipe doit aller chercher un sac de noix de cocos en mer et les ramener par un parcours d'obstacle sous marin, puis les lancer dans un filet qui en s'alourdissant leur permettra de faire monter leur torche et d’embraser la vasque. Elodie tire la boule noire et ne participe pas à l'épreuve. Les rouges travaillent en équipe mais les jaunes sont moins organisés et Aurélien est souvent le seul à tracter le sac de 100 kg de noix de coco. Les rouges, qui arrivent un peu en avance devant le filet et conservent leur avance, 
remportent le totem. Aurélien, le capitaine des jaunes, déclare que l'équipe va devoir mettre ses neurones en action. Ils devront aller au conseil le lendemain et éliminer un de leurs membres.
Les rouges rentrent, et ne tarissent pas d'éloges envers Gabin, dont la force physique, ajoutée à la cohésion de l'équipe, leur a permis de remporter l'immunité. Ils mangent des crabes à toute heure. Candice se sent mise à l'écart par les hommes qui l'envoient chercher du manioc alors qu'elle souhaitait les accompagner à la pêche. Magali, elle, les accompagne. Puis Magali et Laure font des tresses à Arnaud dans le but de le faire ressembler à son surnom, Obélix. À la nuit tombée l'équipe part ensemble à la chasse aux crabes.
De leur côté, les jaunes ont faim et se contentent de canne à sucre. Aurélien se demande oú sont les cerveaux dans l'équipe. Des reproches sont faits à Lucie, qui se sent injustement visée. Des discussions s'engagent pour décider qui sera éliminé, les noms de Lucie, Laetitia et Elodie sont évoqués. Les trois femmes ne se sentent pas intégrées dans le groupe.

#### Jour 9: stratégies chez les jaunes à l'aube du conseil
Les jaunes se réveillent en essayant de mettre des stratégies en place. 3 candidates sont en danger : Élodie, très affaiblie depuis le début de l'aventure, Lucie, dernière arrivée qui n'a pas encore fait ses preuves, et Laëtitia qui n'est pas jugée digne d'être capitaine. Lucie va voir les membres de son équipe pour plaider sa cause et savoir leur vote ce qui agace Aurélien qui ne veut révéler à personne son vote avant le conseil. Il a peur que Laetitia ne joue sa moitié de talisman, le laissant sans protection. Lucie tente de faire croire qu’elle a trouvé un collier, ce qui fonctionne car Vincent notamment pense qu’elle en a un.
Au conseil, la tribu jaune revient sur les problèmes de l'équipe. Certains évoquent le fait qu'ils ne réfléchissent pas assez.
Élodie est finalement éliminée par 6 voix contre elle, 3 voix contre Laëtitia, et 1 voix contre Lucie.

### 4eépisode
Cet épisode est diffusé le 2 avril 2021.

#### Jour 10: un kit de pêche et deux allumettes à gagner pour l’épreuve de confort
Au matin du 10e jour, les jaunes vont chasser des crabes et des bigorneaux pour manger, cru, avant l’épreuve de confort. Chez les rouges Candice se sent toujours mise à l'écart, et lors d'une revue des points forts des membres de l'équipe, elle est la seule à ne pas être citée, ce qui la peine. Les autres membres de la tribu rouge sont de plus en plus agacés par son comportement.
L’épreuve de confort est annoncée. C’est l’épreuve des élastiques mais le principe n’est pas le même que les saisons précédentes. Chaque équipe doit désigner un tireur qui devra détruire huit cibles avec des massues alors que les autres aventuriers seront attachés à lui par un élastique, qu'ils devront tendre au maximum afin que le tireur puisse être dans la zone de tir. En récompense, l’équipe qui gagne recevra un kit de pêche et deux allumettes pour faire le feu. Frédéric ne peut pas participer à cette épreuve sur décision médicale. Pour respecter l’équité, Vincent chez les jaunes ne participe pas non plus. Jonathan pour les rouges et Flavio pour les jaunes sont designés pour détruire les cibles. L’épreuve débute. Les rouges prennent rapidement de l’avance mais les jaunes, qui, en donnant davantage de mou à Flavio, lui permettent de se rapprocher des cibles, remontent et finissent par remporter l'épreuve.
Dès que les Toa sont de retour sur leur camp, ils essayent de faire le feu avec les allumettes qu’ils viennent de gagner. Alors qu'Aurélien s'estime, en tant que capitaine, tout désigné pour faire le feu, les autres aventuriers proposent que l'honneur revienne à Vincent. Celui-ci, avec l'énorme pression de tous les jaunes massés autour de lui, essaie avec la première allumette, mais elle se casse. Mathieu essaie avec la deuxième allumette et y parvient. Les jaunes ont donc désormais le feu comme les rouges. Ils testent ensuite leur kit de pêche et rapidement Aurélien harponne un poisson qu'il ramène fièrement à ses coéquipiers. Mais il commence à agacer certains aventuriers qui trouvent qu'il est trop autoritaire et a trop tendance à se mettre en avant. Myriam décide de faire cuire 3 coquillages de riz, ce qui représente un quart de leurs 300 grammes. Mathieu veille sur le feu.
Pendant ce temps, les rouges sont déçus car ils attendaient le kit de pêche avec impatience. Frédéric et Hervé entreprennent de construire une nasse à poissons. Le soir, les jaunes mangent chaud grâce à leur feu.

#### Jour 11: journée recherche de nourriture, de colliers et d’armes secrètes
Pendant la nuit, les jaunes ont découvert les inconvénients du feu. Il faut toujours que quelqu’un soit éveillé pour le surveiller, et ramasser du bois demande des efforts. Au matin, tous les aventuriers de la tribu jaune vont chercher du bois pour alimenter le feu. Aurélien et Mathieu retournent dans l’eau pour pêcher et reviennent avec plusieurs poissons, ainsi que Thomas et Vincent. Aurélien part également à la chasse aux crabes, mais il est agacé que ses consignes de ne pas manger dans la cabane pour ne pas attirer les mouches et les fourmis, ne soient pas respectées. Chez les rouges, Frédéric et Hervé vont placer la nasse qu’ils ont confectionné. Candice essaie une autre technique avec son T-shirt tendu entre deux bâtons. Elle ramène des petits poissons puis part à la recherche d’un collier d’immunité et/ou d’une arme secrète. Après plusieurs heures de recherche elle trouve un collier d’immunité. Elle se sent soulagée car elle va pouvoir rester plus longtemps dans l’aventure.

#### Jour 12: stratégies et trahison au conseil
Lors de ce 12e jour, Aurélien rapporte encore plusieurs crabes pour le petit déjeuner. Chez les rouges, Candice rapporte une canne à sucre. Frédéric et Hervé vont relever la nasse mais elle est vide.
L’épreuve d’immunité est annoncée. Chaque équipe doit désigner un(e) équilibriste qui devra avancer sur 22 mètres à l’aide de deux plateformes qui seront tenues par leurs coéquipiers. Si l’équilibriste tombe à l’eau, ils doivent recommencer au point de départ. À la fin, toute l’équipe doit monter sur le ponton d’arrivée. Maxine chez les rouges et Shanice chez les jaunes seront les équilibristes. Shanice fait une performance remarquable, et permet aux jaunes de s’imposer, envoyant les rouges au conseil.
Les équipes retournent sur leur camp. Les jaunes sont heureux de leur victoire. Vincent en profite pour chercher un collier d’immunité ou une arme secrète et rapidement trouve un message lui indiquant qu’une arme secrète se trouve dans la malle du camp. Étant visible par tous ses coéquipiers, il décide de chercher le matin quand les autres aventuriers dormiront. Pendant ce temps chez les rouges, les stratégies pour le conseil du soir se mettent en place. Candice révèle son collier à Laure et Maxine pour essayer de s'en faire des alliées, mais ces dernières veulent à tout prix que Candice parte. Elles lui assurent que les aventuriers rouges voteront tous contre Magali et qu’elle n’est pas en danger, afin qu'elle ne sorte pas son collier. Cette stratégie fonctionne puisqu’au conseil Candice ne joue pas son collier et est éliminée avec 5 voix contre elle alors que Magali avait écopé de 4 voix. Candice est complètement abasourdie par l’issue de ce conseil et elle décide de repartir avec son collier d’immunité.

### 5eépisode
Cet épisode est diffusé le 9 avril 2021.

#### Jour 13: un conseil surprise
Chez les jaunes, Aurélien et Vincent se lèvent les premiers. Aurélien part chasser des crabes et ramasser du bois. Vincent profite de ce que ses coéquipiers dorment encore pour récupérer son arme secrète dans la malle du camp. Il découvre alors le « Quitte ou double ». Pendant ce temps, les rouges pensent que le départ de Candice fera du bien à leur équipe.
Peu après, l’épreuve de confort est annoncée. Le principe est le suivant : les aventuriers sont accrochés à une corde, enroulée autour d’un mur. Dans chaque équipe, un aventurier aura une corde plus longue que les autres, celui-ci pourra atteindre un couteau alors que les autres ne le pourront pas. À l’aide du couteau, ils doivent se détacher de leur corde, puis traverser un parcours d’obstacles au bout duquel chaque équipe trouvera 16 pièces pour construire une gouttière. Seulement 15 pièces serviront à la construction. La première équipe qui réussit à construire la gouttière gagne l’épreuve de confort. La récompense est un bocal de 3 kg de riz. Denis annonce aussi que l’équipe qui perd aura une pénalité. Chez les jaunes Shanice est exemptée par tirage au sort. L’épreuve débute et ce sont Jonathan chez les rouges et Myriam chez les jaunes qui ont les cordes les plus longues et qui doivent atteindre le couteau, mais Myriam s'est emmêlée et ses équipiers doivent l'attendre. Les rouges ont une légère avance à la fin du parcours mais les jaunes les rattrapent sur la construction de la gouttière et ce sont finalement ceux-ci qui s’imposent. Ils repartent donc avec 3 kg de riz, tandis que les rouges doivent assister à un conseil surprise, sur le champ. Les aventuriers vont directement voter et c’est Magali qui est éliminée.
Les rouges rentrent dépités sur leur camp et les deux dernières filles, Maxine et Laure, se sentent en danger pour un prochain conseil. Elles réalisent que les hommes sont très soudés et préfèrent éliminer les filles, sauf Gabin, mais le jeune homme souffre d'une douleur au genou.
Chez les jaunes, tout le monde n’est pas d’accord quant à la consommation du riz. Certains comme Mathieu et Thomas, veulent manger tout le riz avant la réunification pour qu’il ne serve qu’à leur équipe tandis que d’autres comme Shanice voient à plus long terme et veulent qu’il y ait du riz jusqu’en fin d’aventure. Ils choisissent finalement une solution intermédiaire et en mangent le soir même, accompagné de crabes et de poissons.

#### Jour 14: tensions autour d’Aurélien chez les jaunes, rébellion des filles chez les rouges
Chez les jaunes, Aurélien se lève une nouvelle fois en premier pour chasser et pêcher, mais agace de plus en plus ses coéquipiers car il monopolise le kit de pêche et il est trop directif. La veille Myriam s'est fabriqué une canne à pêche et attrapé du poisson. Les jaunes veulent manger mais Shanice refuse car ils ont bien mangé la veille et elle veut économiser le riz. Des tensions commencent alors à apparaître entre Shanice et Aurélien, qui n'apprécie pas la mainmise de Shanice sur le riz. Il part pêcher avec Flavio, estimant que s'il ramène beaucoup de poisson c'est qu'il est plus efficace et que si la tribu veut manger il faut le laisser y aller. Les autres pensent que s'il ramène davantage de poisson c'est parce qu'il monopolise le harpon et certains envisagent de l'éliminer.
Pendant ce temps chez les rouges, Maxine et Laure se sentent toujours en danger, Jonathan leur ayant carrément dit que c'était mieux d'arriver à la réunification avec plus de garçons. Elles essayent de s’allier à Gabin qui leur semble l’homme en qui elles ont le plus confiance, car il estime que si elles sont plus méritantes que certains hommes, ils ne voterait pas contre elles. Mais Gabin a mal au genou et part en observation à l’infirmerie.

#### Jour 15: abandon médical de Gabin et nouveaux rebondissements au conseil
En ce 15e matin, Aurélien continue d’agacer ses coéquipiers. Inconscient de leur irritation, il continue à s'activer, coupe du bois, attrape des crabes et s'agace du fait que les autres préfèrent se reposer.
L’épreuve d’immunité est annoncée. À la suite d'une question de Denis, les garçons rouges avouent leur alliance masculine, ce qui choque l'équipe adverse. Les aventuriers doivent tenir enlacés autour d’une corde dans la position du paresseux. Si un aventurier tombe il est éliminé de l’épreuve. Moins il reste d’aventurier dans une tribu, moins la corde est tendue. Le dernier à rester fait gagner son équipe. Pour respecter l’équité numérique, Laëtitia, Lucie et Mathieu ne participeront pas à l’épreuve. L’épreuve débute et Arnaud est le premier à tomber, suivi de Thomas. Après 20 minutes ils doivent lacher un bras. Vincent, Myriam, Shanice, Frédéric, Laure et Maxine, Aurelien et Flavio tombent ensuite, et c'est la victoire des rouges. Hervé dit que lui et Jonathan ont tenu car ils avaient une dette envers les filles. Les jaunes devront se rendre au conseil le soir même.

Les rouges rentrent sur leur camp et sont heureux de la victoire, surtout Hervé et Frédéric qui n’ont pas apprécié les remarques des filles qui pensent que les garçons veulent les éliminer. Ils sont satisfaits de ne pas devoir passer par le conseil. Chez les jaunes, les stratégies se mettent en place. On apprend dans un premier temps que c’est Vincent et Lucie qui sont particulièrement visés pour le conseil. Mais Shanice, qu'Aurélien agace, met en place une stratégie pour tenter de l’évincer. Elle essaye de convaincre le maximum d’aventuriers de voter contre Aurélien. Pendant ce temps, chez les rouges, Laure et Maxine sont toujours en quête d’une arme secrète. Au bout de plusieurs heures de recherches, Laure en trouve une : l’ambassadeur secret. Mais Denis arrive sur le camp des Oro avec Magali, dernière éliminée, car Gabin doit abandonner sur décision médicale. Laure et Maxine essayent tout de suite de se réconcilier avec Magali et lui proposent une alliance.

À l'issue d'un conseil aux résultats serrés, Aurélien est éliminé. Il est complètement stupéfait et ne comprend pas le choix de ses coéquipiers car il pense être le plus fort de l’équipe, aussi bien physiquement qu'intellectuellement.

### 6eépisode
Cet épisode est diffusé le 16 avril 2021.

#### Jour 16: discussion des ambassadeurs inédite
Au matin du 16e jour, les aventuriers ont faim. Les jaunes veulent prouver qu’ils sont capables de survivre sans Aurélien. Thomas et Mathieu ramènent des crabes et Vincent trouve de la canne à sucre. Pendant ce temps, les rouges rêvent tous de nourriture pour l’épreuve de confort. Celle-ci est rapidement annoncée. Les rouges sont surpris par le départ d’Aurélien puis Denis annonce les règles. Le but de cette épreuve de confort est de reconstituer un puzzle géant à l'aide de seize cubes. Mais ces cubes, il faut les récupérer dans une malle de 80 kilos en pleine mer, retenue par huit bouées de plus en plus profondes que les aventuriers doivent libérer chacun à leur tour. Une fois la malle libérée, les aventuriers doivent la tirer jusqu’à la plage où il pourront commencer leur puzzle. Pour respecter l’équité, Laetitia ne participe pas à cette épreuve. L’épreuve débute et ce sont les rouges qui s’imposent, aussi bien physiquement qu'intellectuel-lement. Ils gagnent du poulet et des frites avec une sauce à la vanille.
Après l’épreuve Denis annonce que la réunification va avoir lieu et que chaque équipe doit choisir l’ambassadeur adverse pour la réunion des ambassadeurs qui se tiendra le soir même dans l’antre du conseil. Laure annonce à Denis qu’elle détient une arme secrète, l’ambassadeur secret. Denis lui annonce que grâce à cette arme, elle sera immunisée pour les ambassadeurs et qu’elle profitera d’un dîner seule sur une île. Vincent commet alors une bévue, car il annonce que lui aussi a trouvé une arme secrète alors qu’il s’agissait en réalité du quitte ou double. Laure part avec sa portion de poulet pour le déjeuner, et dînera le soir.
Les jaunes rentrent sur leur camp. Après réflexion, ils décident d’envoyer Maxine aux ambassadeurs. Les rouges profitent de leur récompense, puis réfléchissent eux aussi à leur choix concernant l’ambassadeur adverse. Ils décident d’envoyer Vincent. Celui-ci se déclare prêt à aller jusqu'au tirage au sort s'il ne parvient pas à convaincre Maxine d'éliminer un des rouges. Mathieu lui fait confiance mais Thomas a des doutes. Maxine quant à elle jubile devant l'inquiétude mal dissimulée des hommes de son équipe.
Pendant ce temps, Laure arrive sur une île. Elle savoure elle aussi sa récompense sur une belle plage puis elle découvre un message fixé derrière un totem, lui expliquant qu’elle sera une ambassadrice secrète. Elle ne sait pas trop à quoi s’attendre. À la tombée de la nuit, Denis accueille Laure au lieu de rendez-vous des ambassadeurs. Il lui explique qu’elle pourra écouter la discussion des ambassadeurs depuis une cachette et qu’à un moment elle les rejoindra et participera aux négociations. Laure devra être d’accord sur la personne à éliminer avec eux, sinon les deux ambassadeurs devront procéder à un tirage au sort, celui qui tire la boule noire étant éliminé. Laure va se cacher et Vincent et Maxine arrivent.
Ils commencent leur discussion en parlant de ce qui se passe sur leurs camps. Vincent se déclare choqué par l'alliance des hommes rouges et propose d'éliminer Hervé qui n'est pas apprécié par les jaunes. Plus tard, Laure arrive dans la discussion et propose d’éliminer Thomas, ce que Vincent refuse. Vincent veut absolument éliminer un homme rouge et promet que les jaunes protègeront Laure et Maxine.

#### Jour 17: parcours du combattant et premier conseil de la tribu réunifiée
En ce 17e matin, Myriam n'est pas contente à l'idée de devoir partager leur riz avec les rouges qui n'apporteront rien. Mathieu renouvelle sa confiance en Vincent alors que Thomas doute. Ils déclarent que s'il n'a pas respecté sa parole, il saute. Les jaunes voient les rouges arriver sur leur camp. Myriam exhorte Mathieu et Thomas d'être polis. Les rouges s’installent, ils trouvent leur nouvelle île moins hostile, puis les ambassadeurs reviennent. Ils leurs expliquent le déroulement, le rôle de Laure puis ils leurs annoncent que c’est Frédéric qui est éliminé. Ce dernier est déçu mais reste calme. Hervé est également abattu car Frédéric était son allié depuis le début de l’aventure. Mais Laure et Maxine lui font comprendre qu’il a plutôt eu de la chance car il aurait bien pu être éliminé. Denis arrive sur le camp, puis repart avec Frédéric. Peu après l’épreuve d’immunité est annoncée. C’est la mythique épreuve du parcours du combattant. Comme toujours ce sont les femmes qui débutent et c’est Laure qui l’emporte, suivie de peu par Maxine et Lucie, alors que Myriam est embourbée jusqu'à la taille. C’est ensuite au tour des hommes. Hervé gagne, devant Jonathan et Flavio. La finale oppose donc Hervé à Laure. Pour l’emporter, ils doivent aller de plot en plot à l’aide d'un bambou. Un seul parcours est possible. C’est finalement Laure qui est la première à atteindre le totem, elle remporte donc cette épreuve d’immunité et elle est intouchable pour le conseil du soir. Les aventuriers rentrent sur leur camp et les stratégies débutent. Vincent, ne se sentant pas menacé, donne son arme secrète (le quitte ou double) à Thomas. Dans le même temps, Arnaud décide de donner son collier d’immunité à Hervé, grandement menacé. Ce dernier fait en sorte que tous les votes des jaunes soit dirigés contre lui, afin qu’il puisse sortir son collier sans qu'Arnaud ne soit en danger. Mais Arnaud révèle à Magali qu’il a un collier d’immunité, qui en parle aux jaunes. Les jaunes décident donc de diviser les votes entre Arnaud et Hervé. Tout ceci revenant aux oreilles de Hervé et Arnaud, Hervé décide de rendre le collier d’immunité à Arnaud. Au conseil, Arnaud joue son collier d’immunité et c’est Hervé qui est éliminé avec 6 voix contre lui. Il décide de donner son vote noir à Arnaud.

### 7eépisode
Cet épisode est diffusé le 23 avril 2021.

#### Jour 18: entraînement au tir à l’arc pour l’épreuve de confort
Au lendemain du départ d’Hervé, les deux hommes rouges Jonathan et Arnaud essayent de s’intégrer avec les jaunes. Arnaud pêche du poisson, tandis que Jonathan apprend des techniques aux jaunes pour ouvrir une coco. Pendant ce temps, Hervé arrive à la résidence du jury final. Frédéric n’est pas étonné de le voir arriver mais Hervé tient à féliciter Maxine et Laure pour leurs stratégies. Sur le camp blanc, les aventuriers remarquent qu’une cible avec des flèches est arrivée. Les aventuriers s’entraînent à tour de rôle. On remarque que Myriam a déjà pratiqué cette activité, d’autres aventuriers comme Vincent n’arrivent pas à envoyer leur flèche sur la cible. Le soir, quelques tensions apparaissent entre Shanice et Lucie pour leur place dans la cabane.

#### Jour 19: nuit sur un catamaran en récompense, tractations sur le camp
Le lendemain, les tensions sont toujours présentes entre Shanice et Lucie. Lucie a fini sa nuit sur la plage car elle n’arrivait pas à dormir dans la cabane et Shanice ne comprend pas son comportement de la veille et lui annonce que certains ex-jaunes sont agacés par son comportement depuis la réunification. Lucie est déçue par ces remarques. L’épreuve de confort est annoncée : l’épreuve du tir à l’arc. Le principe est le suivant : chacun des treize aventuriers possède une flèche. À chaque salve, celui où celle qui a placé sa flèche le plus proche du centre de la cible, doit casser une flèche d’un des aventuriers. Quand il ne reste plus que deux aventuriers, ces derniers se disputent la victoire lors d’une finale où chacun des candidats a trois flèches. Au bout des trois salves, celui qui a la flèche la plus proche du centre de la cible remporte cette épreuve. La récompense est une nuit sur un catamaran, un repas et un appel vidéo avec ses proches. L’épreuve débute et c’est Jonathan qui remporte la 1re salve. Il décide de casser la flèche de Laure. La seconde salve est remportée par Lucie, qui casse la flèche de Jonathan. La troisième salve est gagnée par Shanice, qui détruit la flèche de Maxine. Lors de la quatrième salve, c’est Arnaud qui met sa flèche le plus proche du centre et il décide de casser la flèche de Lucie. La cinquième salve est remportée par Flavio, qui décide de casser la flèche d’Arnaud. La 6e salve est gagnée par Mathieu, il casse la flèche de Laëtitia. Myriam remporte la septième salve ; elle décide de casser la flèche de Magali. La salve suivante est remportée par Shanice qui élimine Flavio car ce dernier ne voulait pas de cet appel. La neuvième salve est gagnée par Myriam, elle élimine Vincent. Il reste alors Shanice, Thomas, Myriam et Mathieu et la 10e salve débute. Elle est remportée par Shanice (pour la deuxième fois). Elle casse la flèche de Thomas car c’est le seul des restants à ne pas avoir remporté de salve. La onzième et dernière salve avant la finale est gagnée par Myriam (pour la troisième fois). Elle casse la flèche de Mathieu qui n’a remporté qu’une seule salve. La finale voit donc s’affronter Myriam et Shanice. Les deux aventurières lancent leurs trois flèches et c’est Myriam qui a la flèche la plus proche du centre de la cible. Elle remporte cette épreuve de confort et donc la récompense qui va avec. Mais elle peut choisir d’emmener quelqu’un avec elle sur le catamaran et elle choisit Shanice, finaliste de l’épreuve et sa copine d’aventure.

Les aventuriers rentrent sur le camp et ils sentent qu’il y a un quatuor très soudé entre Mathieu, Shanice, Myriam et Thomas. Vincent et Lucie se rapprochent des ex-rouges pour éventuellement casser ce quatuor lors du prochain conseil. Pendant ce temps Myriam et Shanice arrivent sur leur catamaran. Elles peuvent manger des ananas, des langoustes, des légumes. Sur le camp, une pluie intense s’abat et le sol est inondé. Les aventuriers sont obligés de déplacer la cabane et tous s'unissent pour en construire une autre à un endroit plus sec, ce qui permet aux deux équipes de faire plus ample connaissance. Arnaud profite de la pluie pour se doucher. Le soir, Myriam et Shanice appellent leurs proches par vidéo et se couchent dans un vrai lit.

#### Jour 20: une épreuve d’immunité avec un duel éliminatoire, nouvelle trahison au conseil
Sur le camp blanc, les aventuriers ont vécu une nuit terrible à cause de la pluie. Les ex-rouges observent que certains jaunes semblent avoir peur du quatuor Myriam/Shanice/Thomas/ Mathieu, et proposent à Vincent, Lucie et Laetitia de voter contre Myriam pour se libérer de son emprise. De leur côté, Myriam et Shanice plongent dans le lagon depuis leur catamaran et peuvent observer des raies et d'autres poissons. Elles profitent du petit déjeuner pour parler stratégie, envisageant de casser le binôme Laure/Maxine, avant de rejoindre les autres aventuriers directement sur le lieu de l’épreuve d'immunité.
L’épreuve est celle des trapèzes. Il faut tenir les trapèzes dans son dos, penché de plus en plus en avant à mesure que la corde s'allonge, sachant que le premier qui tombera aura une pénalité. L’épreuve débute et c’est Mathieu qui tombe le premier au bout de 16 minutes. Il aura donc une pénalité.
Tombent ensuite dans cet ordre : Thomas, Arnaud, Lucie, Vincent, Laëtitia, Magali, Myriam, Laure, Shanice et Maxine. Il ne reste alors plus que Flavio et Jonathan. Flavio chute au bout de 34 minutes. Jonathan remporte l’épreuve et est immunisé pour le conseil du soir. Mathieu, tombé en premier doit disputer un duel éliminatoire, le gagnant de ce duel étant immunisé pour le conseil, le perdant éliminé sur le champ. Jonathan, vainqueur de l’épreuve d’immunité, doit choisir qui affrontera Mathieu lors du duel. Saisissant l'occasion de réduire le quatuor à un trio, il désigne Thomas. Le principe du duel est le suivant : les deux aventuriers doivent, en équilibre sur une poutre, empiler quatre boules, séparées par un support. Après plusieurs tentatives, Thomas remporte ce duel. Il est immunisé et Mathieu est éliminé. Les douze autres aventuriers rentrent sur le camp. Thomas, Myriam et Shanice sont très affectés par le départ de Mathieu et veulent frapper un grand coup chez les rouges. En effet, Shanice veut éclater le binôme Laure/Maxine. Elle réunit tous les jaunes et leur demande de tous voter contre Laure. Mais Vincent refuse car lors des ambassadeurs, il a donné sa parole à Laure et Maxine qu’il les protégerait. Vincent leur propose de tous voter contre Magali. Mais Shanice et Thomas ne veulent pas l’entendre et Thomas menace Vincent de l’éliminer au prochain conseil, s'il ne suit pas les ex-jaunes. Shanice également va le voir pour le menacer, ce qu'il n'apprécie pas du tout.
Lors du conseil, Shanice est éliminée avec 7 voix, dont celle de Vincent qui n’a pas apprécié ses propos menaçants envers lui. Shanice perçoit cela comme une trahison de la part de Vincent. Myriam et Thomas lui assurent qu’ils vont se venger. Avant de partir, Shanice donne son vote noir à Myriam.

### 8eépisode
Cet épisode est diffusé le 30 avril 2021.

#### Jour 21: deux équipes de cinq s’affrontent pour le confort, une aventurière écartée
Au début de l’épisode Myriam essaye de calmer les tensions entre Vincent et Thomas, à la suite de l’élimination de Shanice. Vincent explique qu’il n’a pas apprécié qu’on lui mette la pression, sur la personne à voter. Myriam pense que Shanice n’a pas bien joué en « obligeant » Vincent à voter comme les ex-jaunes. Les rouges le trouvent courageux d'avoir gardé son libre arbitre sous la pression. Pendant ce temps, Shanice arrive à la résidence du jury final. Frédéric, Hervé et Mathieu sont étonnés de voir arriver Shanice car ils s’attendaient tous à voir arriver un ex-rouge. Shanice leur explique alors ce qu’il s’est passé et le revirement de Vincent. Mathieu considère que c'est une grave trahison, et Frédéric se dit fier de Laure et Maxine bien qu'elles l'aient éliminé.
L’épreuve de confort est annoncée. Denis Brogniart explique aux aventuriers que l’épreuve de confort va se disputer par équipe de 5. Mais ils sont 11 aventuriers encore en course pour la victoire finale. Par conséquent, un candidat ne participera pas à cette épreuve et rentrera directement sur le camp. Un tirage au sort a lieu pour désigner les deux capitaines d’équipe. Ce sont Magali et Vincent. Magali choisit dans son équipe : Laure, Maxine, Jonathan et Arnaud, tous des ex-rouges ; Vincent choisit dans son équipe : Myriam, Flavio, Thomas et Laëtitia, tous des ex-jaunes. Lucie n’est pas choisie et repart directement sur le camp, mais pour la consoler, Denis lui remet une boite dans laquelle se trouvent quatre bananes. Le principe de l’épreuve est le suivant : chaque aventurier dispose d’une table à bascule et doit empiler six pièces. Mais ces pièces il faut aller les chercher une par une tout en maintenant la table en équilibre grâce à une corde. Les 5 premières pièces se trouvent 6 m en arrière, la 6e pièce à 10 m. L’équipe dans laquelle les cinq aventuriers auront empilé leurs six pièces gagne cette épreuve. En récompense, un séjour dans une villa luxueuse pour la nuit avec douches, piscine, lits et buffet à volonté. L’épreuve débute et Maxine et Laure sont les premières à disposer leur 6e pièce, suivies de Myriam et Vincent. Denis décide alors de simplifier l'épreuve en rapprochant la dernière pièce sur la ligne des 6 m. C’est l’équipe de Vincent qui remporte cette épreuve, qui aura duré un peu plus d’une heure. Pendant ce temps, Lucie est retournée seule sur le camp. très vexée et déçue de ne pas avoir été choisie, notamment par les ex-jaunes. Elle décide de ne plus leur faire confiance et que désormais elle avancera seule, en « électron libre ». Elle mange ses bananes et dans la boîte où se trouvaient ces bananes, elle découvre un indice sur la localisation d’une arme secrète. Elle part à sa recherche et découvre le « détournement de vote ».

L’équipe de Vincent profite de la récompense, ils visitent la villa et se voient dans un miroir, ce qui leur fait un choc. Des cocktails de fruits les attendent au bord de la piscine privée, qu'ils inaugurent en s'y jetant tout habillés. Après une bonne douche, ils revêtent des vêtements propres mis à leur disposition, puis une discussion s'engage au sujet du vote de Vincent. Myriam et Thomas s'excusent de leurs paroles au conseil, et Vincent leur avoue que les rouges voulaient voter contre Myriam et que c'est lui qui a orienté leur vote sur Shanice. Ils profitent ensuite d'un bon repas avant d'assister à un spectacle de danse du feu de nuit sur la plage. Ils vont ensuite se coucher dans des lits confortables.
Pendant ce temps l’équipe de Magali rentre sur le camp. Les ex-rouges essaient de se rapprocher de Lucie afin d’éliminer un ex-jaune au prochain conseil. Lucie accepte car elle se sent mieux, plus écoutée et plus apaisée avec eux et est toujours en colère contre les ex-jaunes qui ne l'ont pas choisie lors de la composition des équipes de l’épreuve de confort.

#### Jour 22: des candidats se rebellent, l’alliance des ex-jaunes éclate définitivement
Au matin du 22e jour, l'équipe de Vincent récupère leurs vêtements lavés et reprisés et profite d'un petit déjeuner de fruits. Sur le camp, les ex-rouges continuent leur stratégie de rallier Lucie à leur cause. Rapidement, l’épreuve d’immunité est annoncée. Elle accepte et convient qu'il vaut mieux ne pas l'afficher pour l'instant.
L’équipe de Vincent revient de sa récompense et Denis annonce les règles de l’épreuve. Chaque aventurier sera sur une plateforme en équilibre sur l’eau et ils devront ramener trois bouées à l’aide d’un grappin. Mais il y aura deux gagnants car c’est dans leur équipe constituée la veille que les candidats devront s’affronter. Les derniers de chaque équipe écoperont d’une voix de pénalité. Lucie qui n’appartenait à aucune équipe choisit de rejoindre l’équipe de Vincent.
L’épreuve débute et c’est Maxine dans l’équipe de Magali qui est la première à ramener ses trois bouées et qui remporte l’épreuve. Dans l’équipe de Vincent, c’est Laëtitia qui gagne. Arnaud et Vincent terminent derniers de leur équipe ; ils auront une voix de pénalité au conseil du lendemain soir. Maxine et Laëtitia se partagent le totem et seront toutes les deux intouchables au conseil.

Les aventuriers rentrent sur leur camp. Lucie et Laëtitia ne supportent plus le comportement de Myriam. Lucie explique à Laëtitia qu’elle s’est ralliée aux ex-rouges car elle en avait marre du duo Myriam - Thomas qui contrôle tous les aventuriers ex-jaunes. Mais ces derniers sont loin d’imaginer que Lucie et Laëtitia ont changé de camp. Ils veulent voter contre Arnaud au conseil car il a déjà une voix de pénalité. Mais dans le doute qu’il ait un collier ou une arme secrète, ils font croire aux autres que les votes se dirigeront vers Magali. Mais ils ne savent pas si Vincent va voter avec les ex-rouges ou avec les ex-jaunes. Les aventuriers remarquent un changement de comportement chez Myriam qui s’intéresse plus aux autres qu’avant.

#### Jour 23: un conseil houleux avec une ambiance électrique
Le lendemain les stratégies reprennent de plus belle. Tous les ex-jaunes hormis Vincent se réunissent. Thomas propose de voter contre Vincent mais Myriam reste sur sa stratégie d’évincer Arnaud. Lucie et Laëtitia vont prévenir Vincent que Thomas a proposé de voter contre lui, ce qui le met très en colère et il se retourne également contre Myriam et Thomas. Lucie continue à feindre la fidélité envers les ex-jaunes, mais ne peut plus supporter que ce soit Thomas et Myriam qui décident de tout, de la nourriture à la stratégie. Thomas ressent une froideur de la part de Lucie et s'en ouvre à Myriam.
Au conseil, les aventuriers se disent leur 4 vérités. Laëtitia et Lucie reprochent à Myriam d’être trop autoritaire et de ne pas laisser de place aux autres, Myriam ne comprend ces remarques car elle pense que c’est juste qu’elle a confiance en elle. Les aventuriers vont voter et c’est Myriam qui est éliminée avec 8 voix contre elle, 5 contre Arnaud et une contre Vincent. Myriam est encore très en colère et Magali continue à lui reprocher son comportement. Avant de partir, Myriam confie son vote noir à Thomas.

### 9eépisode
Cet épisode est diffusé le 7 mai 2021.

#### Jour 24: réunis en destins liés, deux binômes pour un confort
Au matin du 24e jour, Thomas est très affecté par le départ de Myriam. Il en veut à Vincent, Laetitia et Lucie. Arnaud essaye de le réconforter. Vincent ne comprend pas les remarques de Thomas car Koh-Lanta n’est qu’un jeu. Pendant ce temps, à la résidence du jury final, les éliminés ne s’attendent pas à voir Myriam arriver. Cette dernière ne comprend toujours pas pourquoi elle a été éliminée. Elle explique le déroulement du conseil. Elle dit à Shanice que Vincent a voté contre elle car il lui reprochait les menaces de Shanice. Celle-ci affirme qu'elle n'a jamais menacé quiconque. Les 3 ex-jaunes ont hâte de voir arriver les trois "traitres".
Sur le camp, l’épreuve de confort est annoncée. Pour cette épreuve, l’épreuve d’immunité et le conseil, les candidats évolueront en binômes. Ils gagneront à deux, perdront à deux et, lors du conseil, l’aventurier qui aura le plus de voix entraînera son binôme dans sa chute. Thomas déclare vouloir éviter d'être en binôme avec Laetitia et Lucie. Les binômes, tirés au sort sont composés ainsi : Maxine et Thomas, Arnaud et Lucie, Flavio et Laure, Magali et Jonathan, Vincent et Laëtitia. L’épreuve de confort est l’épreuve des koalas. Chaque binôme a un poteau autour duquel les deux aventuriers doivent s’enlacer le plus longtemps possible. Si un aventurier tombe, le duo est éliminé de l’épreuve. En récompense, une maison avec un frigo où les aventuriers pourront cuisiner ce qu’ils veulent. Il y aura de quoi faire des crêpes et les candidats dormiront dans un lit. L’épreuve débute et c’est Arnaud et Lucie qui lâchent en premier après 9 min 30 s. Quelques minutes plus tard Laetitia et Vincent tombent à leur tour au bout de 21 min, puis Thomas et Maxine. Il reste alors deux binômes : Jonathan et Magali et Laure et Flavio. Jonathan fait une performance remarquable car en plus de se tenir, il tient Magali, en difficulté sur l’épreuve. Finalement au bout de 50 minutes, Jonathan et Magali tombent et offrent la victoire à Laure et Flavio. Ces derniers peuvent emmener un binôme avec eux à la récompense. Comme ils avaient chacun promis un confort à une personne différente, ils décident de choisir au mérite, et invitent Magali et Jonathan.
Les perdants rentrent sur le camp sous la pluie, et Thomas, sachant qu'il est protégé car personne ne souhaite éliminer sa binôme Maxine, en profite pour exprimer son désir de vengeance, et attaque frontalement Laetitia et Vincent. Ceux-ci, étant un duo entièrement composé d'ex-jaunes, sont menacés. Arnaud pêche six petits poissons que Lucie émiette dans le riz.
Pendant ce temps les gagnants arrivent dans une maison ouverte au bord de la mer sur l'île de Taha, et se précipitent sur le frigo. Ils se font une collation de fromage avant de découvrir leur chambre, puis commencent à préparer leur repas tous ensemble.

#### Jour 25: recherches de colliers d’immunités et bluffs
Au matin les gagnants découvrent une table couverte de brioches, de fruits, de chocolat, de pain et Jonathan fait des crêpes. Magali pense être menacée au conseil et craint d'entrainer Jonathan dans sa chute.
Sur le camp, les propos revanchards de Thomas angoissent Vincent et Laetitia. Ils partent chercher un collier d'immunité ou une arme secrète, et Laetitia finit par trouver un collier.

#### Jour 26: en duo pour l’immunité
L'épreuve d'immunité est inédite. Les binômes disposent d'une double planche à bascule, les planches sont reliées par un rail métallique sur lequel se trouve un diabolo. L'un des membres du duo doit aller au bout de sa planche, attraper un palet, descendre de sa planche pour aller chercher un bambou, puis transmettre le bambou à son équipier qui doit poser le bambou au bout de sa planche, tout en maintenant les planches en équilibre pour que le diabolo ne tombe pas. Si le diabolo tombe ils doivent le récupérer, ce qui fait perdre du temps. Il s'agit d'être bien coordonnés. Le premier binôme à placer ses 6 bambous gagne. Ce sont Arnaud et Lucie qui remportent l’épreuve d’immunité.
De retour sur le camp, pendant que les gagnants s'occupent de la pêche, tous les autres partent à la recherche d'un collier. Laetitia informe Vincent qu'elle a trouvé un collier, mais ils décident de continuer à chercher et de jouer l'abattement pour ne pas éveiller les soupçons.

#### Jour 27: grandes surprises au conseil
Lucie aide Maxine à chercher un collier et tombe sur un indice pour trouver l'arme secrète, à 50 m de la bannière. Elle doit être discrète, mais attire l'attention de Vincent. Elle finit par découvrir le bracelet noir, l'arme secrète qui permet de voler un collier d'immunité. Elle s'empresse d'aller dire à Maxine de ne plus se faire de souci pour le conseil. Thomas continue à mettre la pression à Laetitia et Vincent, qui continuent à feindre l'inquiétude.
Vincent et Laëtitia jouent le collier au conseil. Malheureusement pour eux, Lucie joue son bracelet noir et vole le collier de Laëtitia, qu'elle offre à Maxine qui se retrouve immunisée avec Thomas.
Vincent est donc éliminé et entraîne Laëtitia dans sa chute. Il donne son vote noir à Flavio.

### 10eépisode
Cet épisode est diffusé le 14 mai 2021.

#### Jour 28: dilemme à l’épreuve de confort
Sur le camp, les aventuriers sont sous le coup de la surprise à la suite du coup de théatre de la veille. Lucie explique son choix de sauver Maxine par un coup de cœur et celui de voter contre Vincent par le choix de celui-ci de ne pas la choisir lors de l'épreuve de confort. Thomas est heureux de voir Vincent et Laetitia sortis.
À la résidence du jury final, Mathieu refuse de leur serrer la main, et ils sont accueillis par des sarcasmes et des ressentiments.
Sur le camp, les naufragés reçoivent une bouteille leur annonçant l'épreuve de confort accompagnée d'une liste de 4 entrées, 4 plats et 4 desserts parmi lesquels le gagnant pourra choisir son menu.
Il s'agit de l'épreuve de l'étoile. Le premier aventurier à tomber est Thomas après seulement 1 min 45 s, suivi de Flavio, 2 min 30 s, puis aussitôt après, Maxine. Arnaud tient 5 minutes, Lucie 7 min 30 s, et Magali qui termine troisième. Laure et Jonathan luttent pour la récompense. Jonathan glisse plusieurs fois alors que Laure ne bouge pas, mais au bout de 30 min 45 s Laure tombe et laisse la victoire à Jonathan. Denis lui demande de choisir son menu : ce sera l'assiette de charcuterie, le hamburger frites et la mousse au chocolat. Denis lui demande alors de désigner 2 personnes qui pourront bénéficier d'une partie de sa récompense et il décide d'offrir ce confort à Lucie, pour la remercier de l'avoir sauvé la veille en jouant le bracelet, et Maxine car il pense que c'est elle qui en a le plus besoin. Jonathan doit faire face à un dernier dilemme : soit prendre son courrier et renoncer à son repas au profit de Lucie et Maxine, ou prendre son repas et leur donner leurs courriers. Estimant qu'elles ont besoin de manger, il prend son courrier. Maxine et Lucie peuvent choisir entre une entrée, un plat ou un dessert et se prononcent pour un plat, hamburger frites pour Maxine et Mahi Mahi et frites de patate douce sauce vanille pour Lucie.
Sur le camp, Arnaud et Flavio vont pêcher. Les aventuriers se consolent avec des frites de coco grillée. Les deux privilégiées arrivent et subissent un interrogatoire détaillé sur la composition de leur repas. Ils s'aperçoivent que le riz a été mal géré et qu'il n'en reste presque plus, et en plus ce qui reste est renversé. De plus, Lucie le sale trop et il est inmangeable. Thomas ne supporte plus la présence de Lucie et ses forces s'amenuisent.

#### Jour 29: une épreuve d’immunité en équilibre, disette sur le camp
L'épreuve d'immunité est l'équilibre sur l'eau. Il s'agit d'un parcours d'équilibre sur l'eau par étapes. Les aventuriers partent à 8 du dernier ponton et doivent atteindre le ponton suivant sur une poutre. Magali et Lucie sont éliminées. Les 6 candidats restants doivent passer une échelle de corde pour rejoindre le troisième ponton, et ce sont Thomas et Laure qui sont éliminés. Le 3e obstacle est la double corde et Jonathan arrive en dernier. Il reste Maxine, Arnaud et Flavio qui se disputent la place en finale et ce sont encore Maxine et Arnaud qui arrivent les premiers en franchissant une poutre mouvante. Les finalistes doivent refaire l'intégralité du parcours plus une dernière étape, une poutre de 2 cm, et c'est Maxine qui remporte l'épreuve face à Arnaud. Elle est donc intouchable au conseil.
Sur le camp, Thomas s'amuse de voir Flavio abreuver les filles de compliments pour ne pas être éliminé. Les filles aussi s'en amusent. Arnaud et Flavio pêchent 6 poissons pour le repas.

#### Jour 30: les aventuriers s’épuisent
Flavio craint d'être en danger car il est un ex-jaune. Il est fier de rapporter un gros poisson rouge vif. Magali est épuisée et garde ses distances, ses compagnons lui paraissant très immatures. Thomas, lui, a réussi à se faire apprécier d'une partie des ex-rouges, notamment Arnaud, Jonathan et Maxine. Mais il est très affaibli moralement et physiquement, et c'est lui est éliminé à l’unanimité. Il quitte le jeu avec philosophie et donne son vote noir à Jonathan.
Denis remet un kg de riz aux naufragés pour terminer l'aventure.

### 11eépisode
Cet épisode est diffusé le 21 mai 2021.

#### Jour 31: l’épreuve des sacs et un confort de luxe

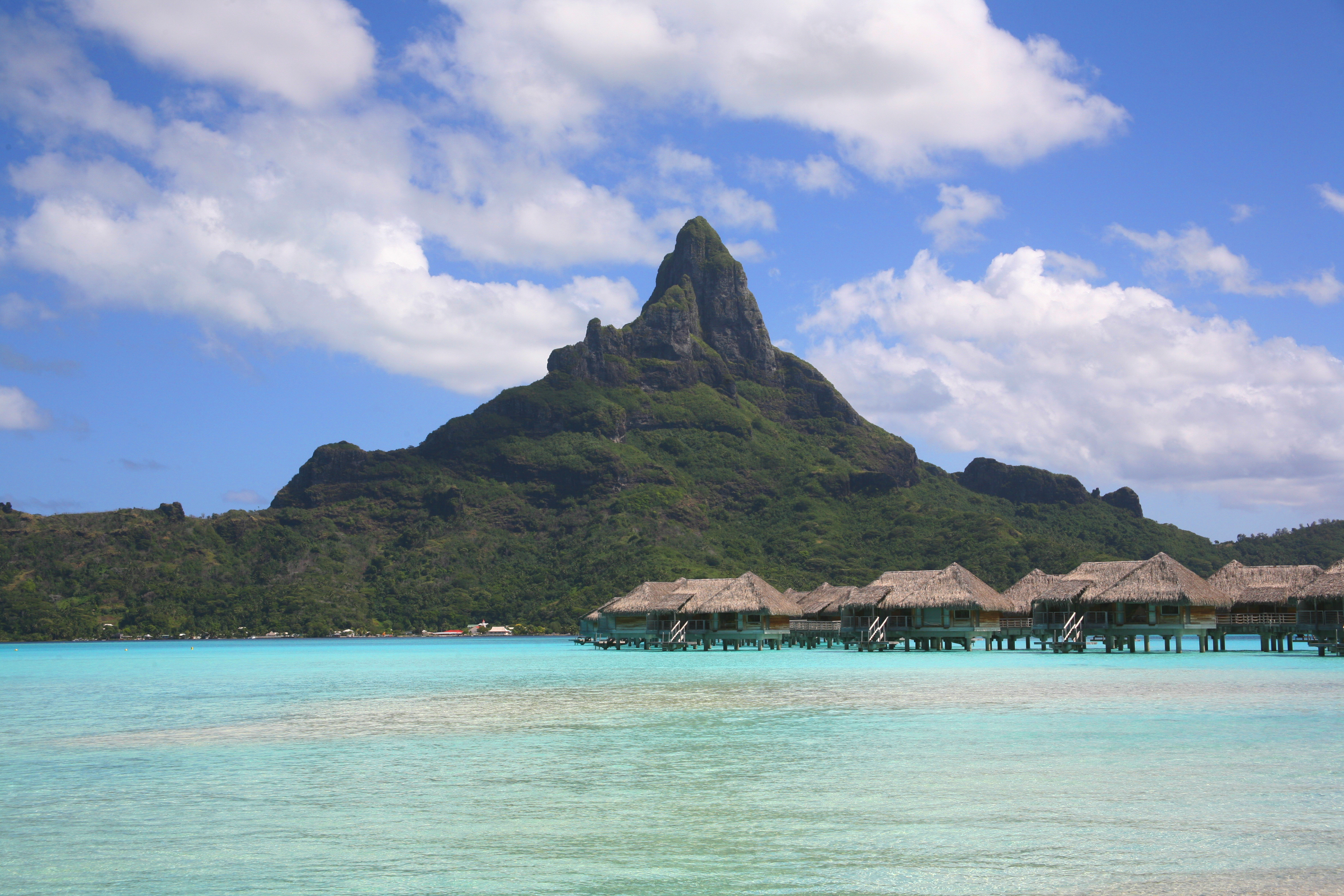
Le lagon de Bora-Bora.

Thomas arrive à la résidence du jury final où il est content de retrouver Myriam, Shanice et Mathieu. Sur le camp, l’épreuve de confort est annoncée. C’est le parcours en quatre étapes. Les hommes porteront chacun un sac de 6 kg et les femmes un sac de 3 kg. À chaque étape, le dernier est éliminé (ou les deux derniers pour la première étape) et doit donner l’intégralité de ses sacs à l’un des aventuriers encore en course. En récompense, un voyage à Bora-Bora, où les aventuriers pourront visiter le lagon. Ensuite, ils auront droit à un bungalow sur pilotis sur le lagon, un repas, une douche, une piscine privée, un lit pour la nuit et un petit-déjeuner. L’épreuve débute et c’est Arnaud qui arrive premier lors de la première étape. Lucie et Magali terminent dernières et sont éliminées. Magali donne sa charge de 3 kg à Jonathan et Lucie à Flavio, car elles souhaitent qu'Arnaud ait une chance de bénéficier du confort. La deuxième étape est remportée par Maxine et c’est Jonathan qui n’arrive pas à se qualifier pour l’étape suivante. Il donne ses 9 kg à Laure, qui en possède désormais 12, car Jonathan veut lui aussi qu'Arnaud puisse profiter de la récompense. Mais Arnaud veut se battre loyalement avec du poids sur son dos. La troisième étape débute et Laure termine dernière. Elle donne ses douze kilos à Arnaud qui a maintenant 18 kg. Flavio a 9 kg et Maxine 3 kg. C’est Maxine qui gagne, juste devant Flavio. Elle peut choisir d’emmener quelqu’un et choisit Arnaud.

Maxine et Arnaud partent à Bora-Bora et plongent dans le lagon au milieu de requins pointes noires, qui sont inoffensifs. Ensuite, ils découvrent leur villa, font honneur à la terrasse privée sur laquelle les attend un grand verre de jus de frui et vont se doucher et se laver les cheveux.
Pendant ce temps sur le camp, Flavio se sent en danger pour le conseil. Il redouble d'activité sur le camp en nettoyant la casserole pour le riz ou bien en allant pêcher du poisson. Le soir les aventuriers profitent de ce que Maxine et Arnaud sont au confort pour manger une bonne portion de riz avec du poisson, et de la canne à sucre trouvée par Laure.
À Bora-Bora, Maxine et Arnaud mangent aussi, mais de manière plus gastronomique. Du foie gras poêlé, suivi de deux belles tranches de roti de bœuf avec de la sauce et du sorbet à la noix de coco. Après cela, ils vont dans la piscine, du bord de laquelle ils font des saltos dans le lagon. Ils vont ensuite se coucher dans un vrai lit.

#### Jour 32: les aventuriers découvrent un miroir et une balance
Sur le camp blanc, les aventuriers découvrent un miroir et une balance. À tour de rôle, les aventuriers se regardent dans le miroir et se pèsent. Jonathan a perdu 7 kg, Flavio 10 kg, Lucie 4 kg, Magali 9 kg et Laure 5 kg, revenue à son poids de forme car elle avait pris du poids avant de partir. Pendant ce temps Arnaud et Maxine se réveillent avec un petit-déjeuner livré par pirogue : thé, café, viennoiseries, beignets, beurre, lait, confiture, fruits, jus de fruits. Maxine déclare à Arnaud qu'elle espère aller à l'orientation avec lui, Laure et Jonathan. Arnaud lui avoue qu'il a eu peur lorsqu'elles ont éliminé Frédéric et Hervé. On leur rapporte leurs vêtements propres et reprisés, puis ils rentrent retrouver les autres aventuriers. Dès son retour, Arnaud profite de sa forme pour aller pêcher 5 poissons.

#### Jour 33: une épreuve d’immunité éliminatoire
Au matin du 33e jour l’épreuve d’immunité est rapidement annoncée. Le principe de l’épreuve est le suivant : chaque aventurier a devant lui un plan incliné ajouré représentant trois lézards avec des trous au niveau des yeux. Il faut placer trois boules dans les trous, en les déplaçant grâce à deux cordes. Mais les boules sont en mer, dans un sac attaché à une corde au fond de l'eau, et il faut faire coulisser le sac le long de la corde, sur un parcours d'obstacles. Le gagnant de l’épreuve est comme d’habitude immunisé pour le conseil mais le dernier sera éliminé sur le champ. L’épreuve débute et c’est Arnaud qui remporte l’épreuve d’immunité et il sera intouchable au conseil. Laure termine 2e, Maxine 3e, Lucie 4e, Jonathan 5e et Magali 6e. Flavio termine dernier et est éliminé de l’aventure. De retour sur le camp, les stratégies pour l’ultime conseil débutent. Maxine et Laure veulent éliminer Magali mais Arnaud et Jonathan veulent diriger leur vote vers Lucie au cas ou Magali dispose d'un collier. Mais Lucie possède toujours l'arme secrète qu'elle a trouvé quand elle n'avait été choisie par aucune équipe lors d'un jeu de confort : le détournement de vote.
Au conseil, Lucie joue son arme secrète et s'empare du vote de Magali. Magali ne pourra donc pas voter et Lucie votera deux fois. Les votes sont serrés entre Magali et Lucie mais c’est bien Magali qui est éliminée avec 4 voix contre elle et 3 contre Lucie. Lucie a bien fait de sortir son arme secrète sinon c’était elle qui était éliminée, Magali ayant prévu de voter contre Lucie. À l’issue de cet épisode nous connaissons désormais les 5 finalistes de cette saison qui participeront à l’épreuve de l’orientation : Arnaud, Jonathan, Laure, Lucie et Maxine.

### 12eépisode(finale)
Cet épisode est diffusé le 28 mai 2021.
Comme cela s'est passé lors de la précédente saison, la finale est découpée en deux parties. Au cours de la première, l'épreuve de l'orientation est diffusée, et au cours de la seconde, celle des poteaux ainsi que le dépouillement final en direct.

#### Jour 34: épreuve de l’orientation
Au matin 34e jour, Magali arrive à la résidence du jury final. Les membres du jury final ne sont pas surpris de la voir arriver. Pendant ce temps, sur le camp, les cinq aventuriers restants se préparent pour l’épreuve de l’orientation. Rapidement la bouteille annonçant l’épreuve arrive sur la plage. Les aventuriers se rendent sur l’île où l’épreuve a lieu et Denis Brogniart rappelle les règles. Les aventuriers doivent trouver un élément remarquable de l’île : le bois cerf, la souche torsadée ou le corail fossilisé. À partir de cet élément remarquable, le candidat doit trouver une balise dans un rayon de 15 pas autour de l’élément, lui indiquant le nombre de pas et la direction pour aller jusqu’au poignard.
Il y a trois poignards pour cinq aventuriers donc deux aventuriers seront éliminés. L’épreuve débute et les cinq aventuriers s’en vont chacun à la recherche d’un élément remarquable. Laure et Jonathan vont vers le bois de cerf, Maxine et Lucie vers le corail fossilisé et Arnaud vers la souche torsadée. Au bout de 10 minutes Jonathan trouve le bois de cerf, il part donc à la recherche de la balise. Laure trouve également le bois de cerf. Arnaud, lui est perdu car il n’est pas parti dans la bonne direction, il prend du retard. Maxine et Lucie ne sont pas très loin du corail fossilisé mais elles ne le trouvent pas. Lucie pense déjà à changer de zone. Du côté du bois de cerf, Laure trouve la balise elle repart à la table d’orientation pour savoir qu’elle est la direction que la balise indique. Jonathan ayant compris que Laure a trouvé la balise, il décide de la chercher vers la où Laure se trouvait et il trouve la balise assez rapidement. Mais il pense qu’il n’a pas le temps de retourner à la table d’orientation car Laure va revenir et trouver le poignard. Il décide de se cacher et de regarder dans la direction où elle part. Cependant Laure utilise mal sa boussole et part dans la mauvaise direction, donc Jonathan également. Après avoir fouillé toute la zone, Laure se demande si elle ne se serait pas trompée de direction et décide de retourner à la balise pour refaire ses pas. Jonathan l’aide à tenir correctement sa boussole. Mais ce dernier a compris que Laure était partie dans la direction opposée de celle indiquée sur la balise. Il recompte ses pas dans la direction opposée et il trouve le premier poignard. Il remporte l’épreuve de l’orientation en 1 h 10. Mais pour Jonathan cette victoire a un goût amer car il n’est pas retourné à la table d’orientation et a suivi Laure. Laure est dégoûtée et elle décide de partir vers le corail fossilisé. Pendant ce temps, Lucie qui a changé de zone, trouve le bois de cerf. Arnaud est toujours perdu, mais tombe sur Lucie et se rend compte qu’il est au bois de cerf. Mais Maxine, qui n'a toujours pas trouvé le corail fossilisé, va vers le bois de cerf et le trouve. Arnaud, Lucie et Maxine sont donc trois sur la même zone. Arnaud trouve la balise, mais rapidement Lucie la trouve également. Arnaud ne retrouve plus le chemin pour revenir à la table d’orientation. Lucie en profite pour reprendre de l’avance sur Arnaud. Elle va à la table et retourne à la balise. Quand Arnaud retrouve son chemin et arrive enfin à la table, il annonce à Denis que la couleur de la balise est blanche. Mais la couleur blanche n’existe pas, Arnaud a regardé la couleur sous le nombre de pas, alors que la couleur indiquée se trouve juste à côté. Dépité, il retourne à la balise et il décide de suivre Lucie qui a la bonne direction. Ils sont tous les deux tout près du poignard. Maxine trouve à son tour la balise, mais quand elle va voir Denis elle fait la même erreur qu'Arnaud, à savoir confondre la couleur blanche sous le nombre de pas et la couleur réelle beige. Maxine n’a pas le temps de retourner à la balise que Lucie trouve le deuxième poignard (celui du bois de cerf). Pendant ce temps, Laure n’a toujours pas trouvé le corail fossilisé mais Arnaud et Maxine la rejoignent pour tenter de trouver le deuxième poignard. C’est Arnaud le premier à trouver le corail. Rapidement il trouve la balise, il va à la table d’orientation pour connaître sa direction puis il fait ses 48 pas et se met à chercher le poignard dans cette zone. Laure trouve également le corail puis la balise puis rejoint Arnaud. Maxine trouve également le corail, mais voyant qu'Arnaud et Laure ont déjà le nombre de pas et la direction, elle se met à chercher directement le poignard à côté de Laure et Arnaud. Finalement c’est Maxine, qui avec un peu de chance, trouve le dernier poignard (au bout de 4 h 10) qui était sous les rochers au bord de l’eau.
Arnaud et Laure sont donc éliminés.

Jonathan, Lucie et Maxine rentrent sur leur camp passer leur dernière soirée et leur dernière nuit.

#### Jour 35: entretien avec Denis Brogniart, préparation pour l’épreuve des poteaux
Au matin 35e jour, Denis Brogniart vient rendre visite aux trois derniers rescapés. Il leur pose des questions sur ce que leur a apporté l’aventure, leurs projets ainsi que ce qu’ils comptent faire des 100 000 euros en cas de victoire. Ensuite, les aventuriers se préparent pour participer à l’épreuve des poteaux et font leurs adieux au camp.

### 13eépisode(finale, suite)
Cet épisode est diffusé le 4 juin 2021.

#### Jour 35 (suite): épreuve des poteaux et conseil final
Les trois aventuriers arrivent sur le lieu de l'épreuve des poteaux. Denis Brogniart annonce aux aventuriers qu’initialement leur poteau sera un rectangle de 20 cm par 15 cm. Les aventuriers se mettent en place et l’épreuve démarre. Jonathan est en difficulté dès le début car il bouge beaucoup. Au bout de 45 minutes, l’épreuve se complique. Les aventuriers doivent désormais tenir sur un carré de 15 cm de côté. Les trois aventuriers tiennent mais c’est toujours Jonathan qui a le plus de mal à tenir, tandis que Lucie et Maxine ne semblent pas bouger. Au bout de 1 h 30 d’épreuve, la surface du poteau va encore se réduire. Maxine, Jonathan et Lucie doivent désormais tenir sur un rectangle de 15 cm par 10 cm. Jonathan a failli tomber, mais se rattrape au dernier moment. Il perd l’équilibre à plusieurs reprises mais réussit à ne pas tomber. Au bout de 2 h d’épreuve, Denis revient voir les aventuriers pour leur annoncer que la surface de leur poteau va encore se réduire. Elle va être un carré de 10 cm de côté. Cette fois Jonathan ne tient pas et tombe au bout de 2 h d’épreuve. 8 minutes plus tard, Lucie tombe également et c’est Maxine qui remporte l’épreuve des poteaux en 2 h 8. Pour l’accompagner lors du conseil final, elle choisit Lucie, pour trois raisons : elles ont des parcours similaires dans leur vie de tous les jours, Maxine voulait privilégier le deuxième de l’épreuve des poteaux et enfin c’est un choix stratégique car Maxine pense avoir plus de chances de gagner contre Lucie que contre Jonathan. Par conséquent, Jonathan est éliminé et devient le treizième et dernier membre du jury final.

Maxine et Lucie partent dans un sanctuaire polynésien pour se ressourcer avant le conseil final. Elles retrouvent également toutes les armes secrètes utilisées durant cette aventure.

Lors du conseil final, Denis accueille les membres du jury final puis les deux finalistes. Quelques tensions sont présentes, car Hervé et Frédéric en veulent toujours à Laure et Maxine de les avoir éliminés, alors que Mathieu et Myriam en veulent à Lucie pour s’être désolidarisé des ex-jaunes. Puis Maxine et Lucie font un rapide discours afin de convaincre le jury final. Enfin les treize membres vont voter et Denis scelle l’urne jusqu’à son dépouillement en direct à Paris.

#### Dépouillement final en direct de La Plaine Saint-Denis
Tous les aventuriers de cette saison arrivent un à un sur le plateau. Ils se remémorent des moments marquants de leur aventure, et plus particulièrement, le parcours des deux finalistes Lucie et Maxine est retracé. Denis procède ensuite à l’ultime dépouillement et c’est Maxine qui l'emporte avec neuf voix (Arnaud, Vincent, Laure, Mathieu, Jonathan, Thomas, Myriam, Flavio, Laetitia), face à Lucie et ses quatre voix (Magali, Frédéric, Hervé, Shanice).

## Audiences et diffusion
En France, l'émission est diffusée le vendredi sur TF1, du 12 mars 2021 au 4 juin 2021. Un épisode dure environ 2 h 35 (publicités incluses), la diffusion débute à 21 h 5 pour se terminer entre 23 h 15 et 23 h 40.
En Polynésie française, l'émission est diffusée sur Tahiti Nui TV, depuis le 12 mars 2021. L'épisode est le même, mais la diffusion débute à 19 h 30,.

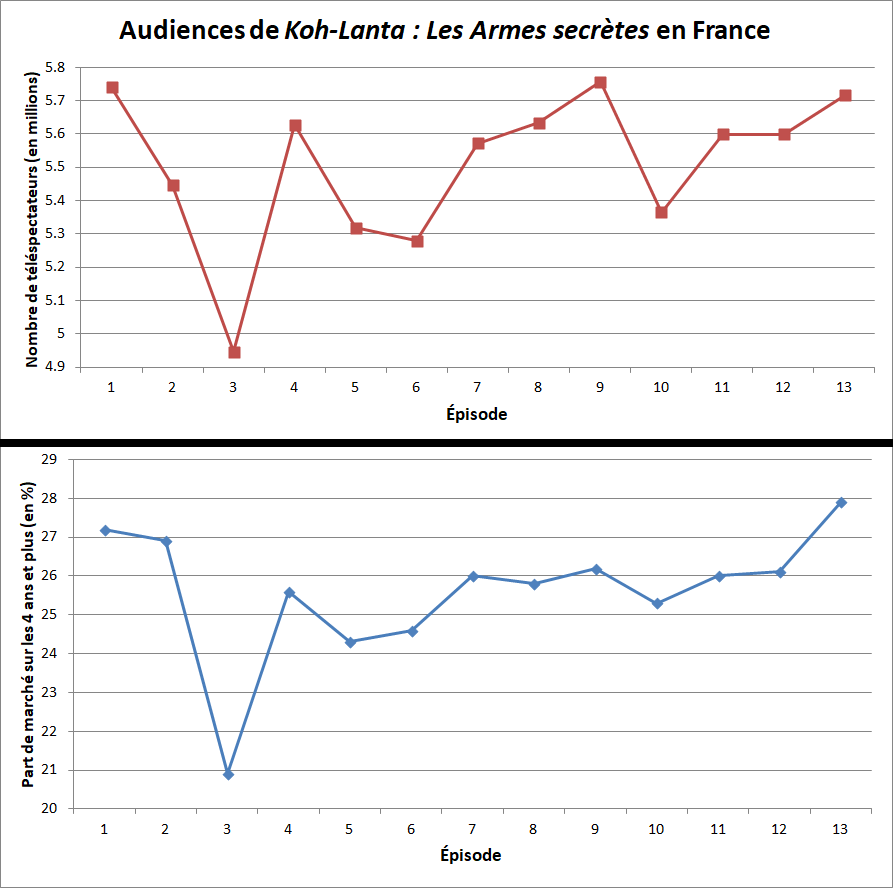
Graphique présentant l'évolution des audiences de cette saison en France.

| Épisode            | Date de diffusion  | Nombre de téléspectateurs | Part de marché  | Part de marché | Classement des audiences | Réf.    |
| Épisode            | Date de diffusion  | Nombre de téléspectateurs | (4 ans et plus) | (FRDA-50)      | Classement des audiences | Réf.    |
| ------------------ | ------------------ | ------------------------- | --------------- | -------------- | ------------------------ | ------- |
| 1                  | 12 mars 2021       | 5 740 000                 | 27,2 %          | 46,0 %         | 1er                      | [ 172 ] |
| 2                  | 19 mars 2021       | 5 446 000                 | 26,9 %          | 43,0 %         | 1er                      | [ 173 ] |
| 3                  | 26 mars 2021       | 4 947 000                 | 20,9 %          | 33,4 %         | 2e                       | [ 174 ] |
| 4                  | 2 avril 2021       | 5 628 000                 | 25,6 %          | 43,0 %         | 2e                       | [ 175 ] |
| 5                  | 9 avril 2021       | 5 319 000                 | 24,3 %          | 40,5 %         | 2e                       | [ 176 ] |
| 6                  | 16 avril 2021      | 5 280 000                 | 24,6 %          | 39,7 %         | 1er                      | [ 177 ] |
| 7                  | 23 avril 2021      | 5 572 000                 | 26,0 %          | 41,1 %         | 1er                      | [ 178 ] |
| 8                  | 30 avril 2021      | 5 633 000                 | 25,8 %          | 41,7 %         | 1er                      | [ 179 ] |
| 9                  | 7 mai 2021         | 5 756 000                 | 26,2 %          | 41,0 %         | 1er                      | [ 180 ] |
| 10                 | 14 mai 2021        | 5 365 000                 | 25,3 %          | 40,9 %         | 1er                      | [ 181 ] |
| 11                 | 21 mai 2021        | 5 599 000                 | 26,0 %          | 43,0 %         | 1er                      | [ 182 ] |
| 12 (finale)        | 28 mai 2021        | 5 599 000                 | 26,1 %          | 40,6 %         | 1er                      | [ 183 ] |
| 13 (finale)        | 4 juin 2021        | 5 716 000                 | 27,9 %          | 42,0 %         | 1er                      | [ 184 ] |
|                    |                    |                           |                 |                |                          |         |
| Bilan de la saison | Bilan de la saison | 5 510 000                 | 25,6 %          | 41,2 %         | –                        | [ 185 ] |

Légende :
- plus hauts scores d'audiences
- plus bas scores d'audiences

## Critiques post-diffusion
Certains choix et actions de candidats sont critiqués par les téléspectateurs, notamment via les réseaux sociaux. Sont présentés ci-après, les cas pour lesquels le présentateur (Denis Brogniart) et/ou la production (Alexia Laroche-Joubert pour ALP) ont réagi publiquement.

### Accusations d'actes de cruauté envers les animaux (épisode 1)
Au cours du premier épisode, des scènes montrant Arnaud, candidat de la tribu rouge, en train de pêcher, sont diffusées. On le voit notamment tenter de pêcher une raie avec une machette avant qu'elle ne s'échappe, ou encore, tenter d'attraper une murène en l'écrasant avec son pied, avant qu'elle ne s'échappe elle aussi. Ces scènes ont été considérées comme des actes de cruauté envers les animaux par certains téléspectateurs, qui ont notamment alerté l'association de défense des animaux PETA France,.
Cette dernière a décidé d'adresser un communiqué solennel aux dirigeants de la chaîne TF1, notamment Gilles Pélisson, dans laquelle elle explique notamment, :

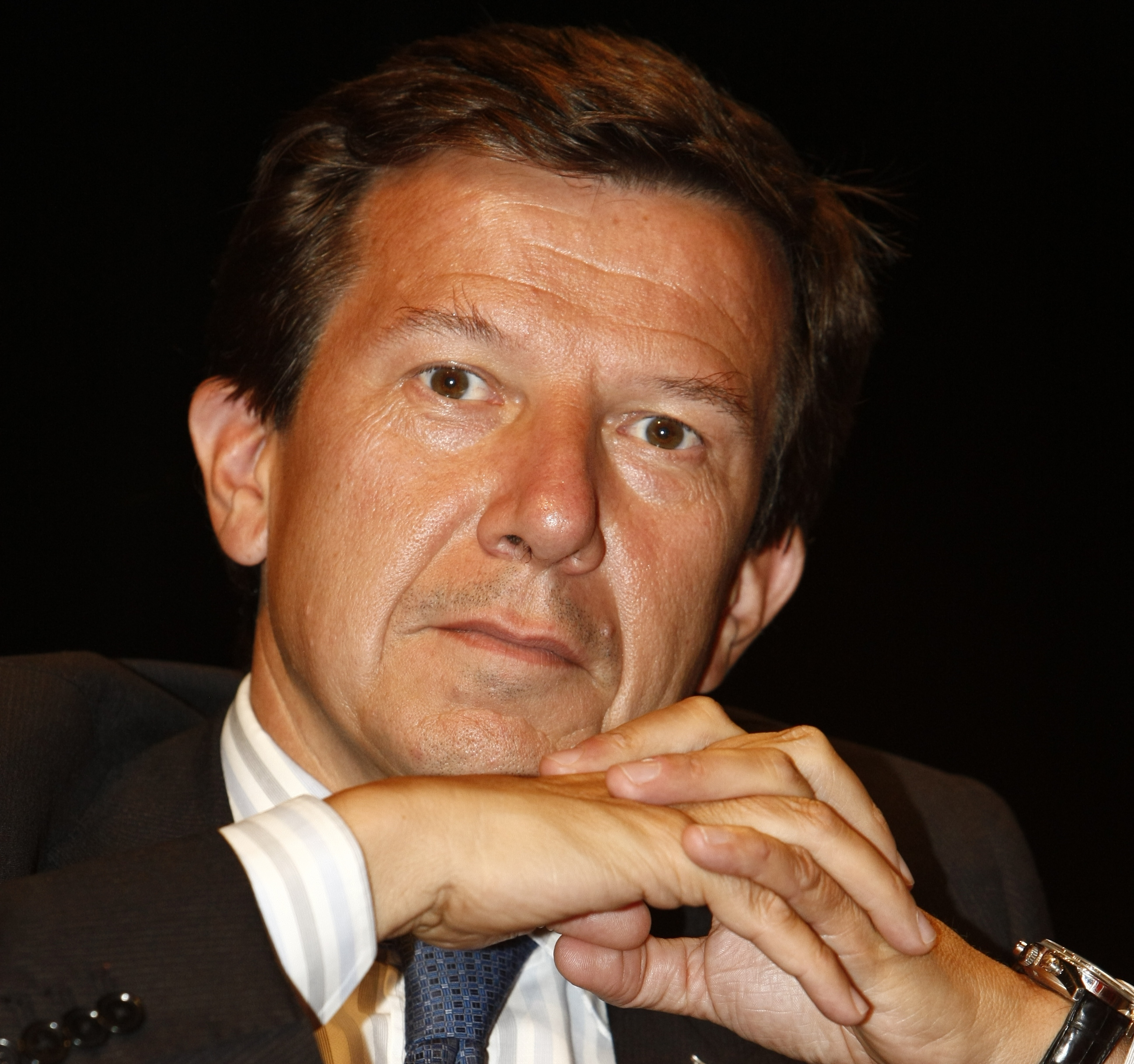
Gilles Pélisson, dirigeant du groupe TF1, directement mis en cause dans le communiqué de la PETA.

Comme beaucoup de téléspectateurs qui nous ont fait part de leur mécontentement et de leur indignation, nous avons été choqués de voir des actes de cruauté envers les animaux dans le premier épisode de cette saison de Koh-Lanta. Cherchant à pêcher, l’un des participants tente d’attaquer une raie à la machette, qu’il finit par lancer maladroitement sur l’animal, qui parvient à s’échapper sans que nous sachions s’il a été blessé. Plus tard, on le voit frapper une murène avec une lance puis la piétiner, tandis qu’elle se débat et essaie de le mordre – séquence qui est mise en avant en étant rediffusée au ralenti plus tard dans l’émission. Il s’agit là de pratiques intolérables envers des êtres sensibles, qui, nous le savons bien, ressentent la peur et la douleur
[Nous demandons de] ne plus diffuser des scènes d’une telle barbarie et de se positionner contre la souffrance animale. Torturer et tuer des animaux à l’écran est une manière extrêmement immorale de tenter d’attirer des téléspectateurs, tout particulièrement à une époque où le respect des animaux est de plus en plus important aux yeux de tous. En outre, cela transmet un message nuisible aux plus jeunes qui visionnent ces scènes cruelles que l’on fait passer pour du divertissement.

C'est pourquoi nous vous appelons vivement, en tant que directeur général de TF1, à faire en sorte que ce genre de violence gratuite et néfaste ne puisse plus être diffusée, en mettant en place une politique sur le bien-être animal. Nous espérons que votre groupe ne souhaite pas que son nom soit durablement associé à la banalisation de la cruauté envers des individus innocents et vulnérables.

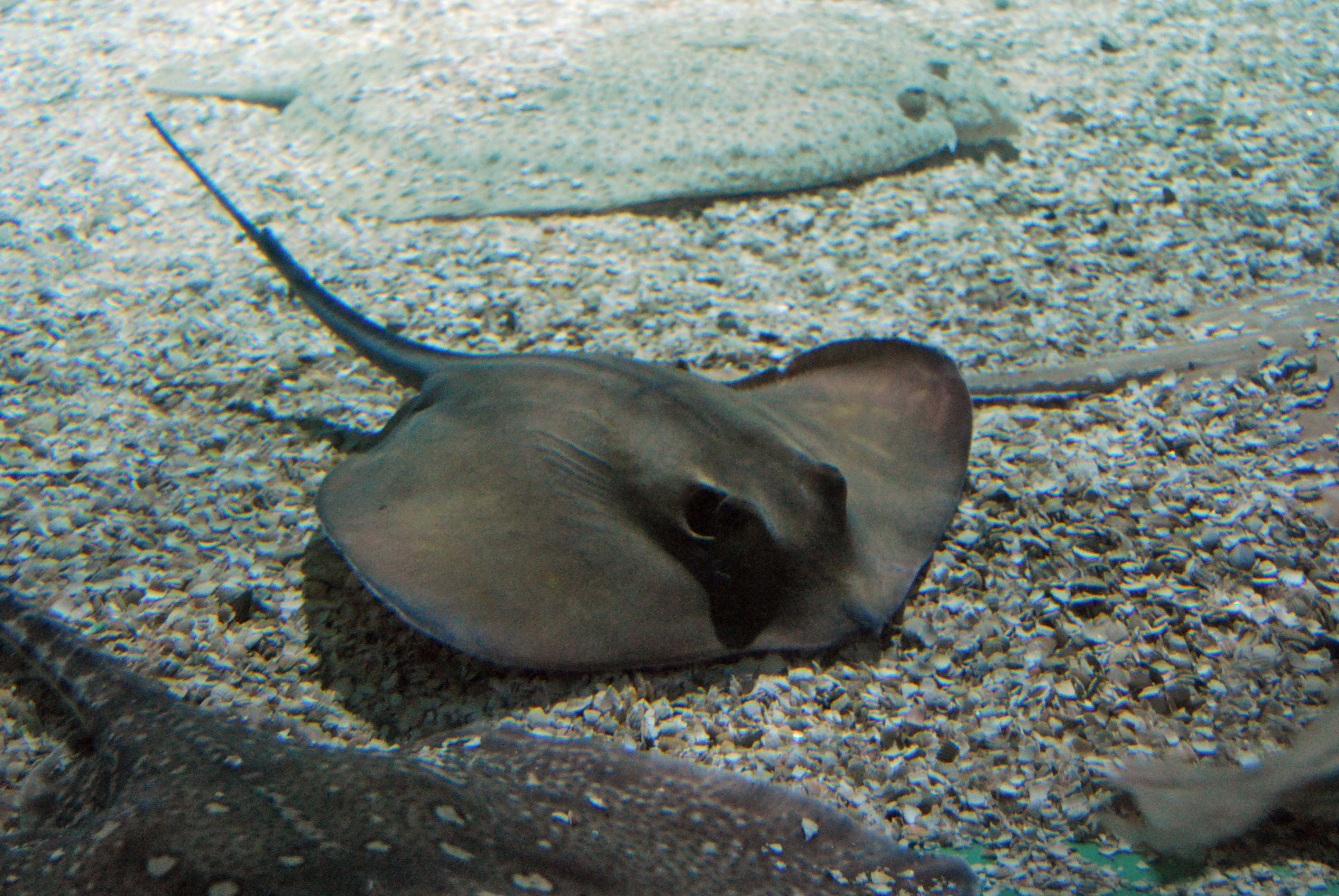
Une raie pastenague, espèce visible dans cette séquence de l'épisode.

Ces actes ont aussi interpelé Heremoana Maamaatuaiahutapu, le ministre de l'Environnement de la Polynésie française. Si ce dernier a précisé que la raie pastenague (espèce visible dans la séquence) « n’est pas protégée », il a tenu à ajouter que « le geste n’est pas acceptable ». Il a alors adressé un courrier le 15 mars 2021 à ALP, la société de production du programme, en indiquant que le Code de l'environnement polynésien inclut cette espèce de raies « dans notre patrimoine commun pour lequel nous devons, tous, le plus grand respect. (...) La diffusion de telles images semble laisser croire que certaines personnes bénéficient de passe-droits pour venir s’amuser aux dépens de notre biodiversité. Nous tenions donc (...), à attirer votre attention afin d’éviter toute promotion de pratique interdites ou irrespectueuses dans votre émission et à veiller, pour l’avenir, au strict respect de toute la réglementation applicable en matière de préservation des espèces de notre fenua. ». Dans le même temps, il a épinglé une séquence montrant « un regroupement de requins attirés par de la nourriture » et a tenu à rappeler que « le nourrissage des animaux sauvages de manière générale, et celui des requins en particulier, est strictement interdit par notre Code de l’environnement. ».
Winiki Sage, le président de la Fédération des associations de protection de l'environnement en Polynésie a déclaré que la séquence « nous a tous un peu choqué ». Il excuse cependant le geste, déclarant qu'il « aurait fallu prévenir [la production] qu'il y a ici des animaux qui sont sacrés et qui sont protégés », et qu'elle « aurait dû aller rencontrer la Direction de l'environnement ».
Denis Brogniart a tenu à régir à cette polémique, au micro de Sud Radio le 18 mars 2021 : « À un moment, il faut arrêter ça. On est dans une émission où ils n’ont rien et où on leur dit vous vous servez du milieu naturel pour vivre. On ne fait pas le show. Koh-Lanta, c’est montrer ce qu'il se passe. La recherche de nourriture, ça fait en fait partie. Les gens n’ont rien et ils doivent se débrouiller seuls. Si en plus on les interdit de pêcher, ils vont manger quoi ? Du sable ? Je suis le premier à défendre la cause animale, mais dans ce cas-là, je pense qu’on est en dehors des clous et en dehors de ce qu’est la protection animale. »,,.
Le lendemain, contactée par Tahiti Infos, Alexia Laroche-Joubert a tenu à présenter « toutes [ses] excuses » et s'est dite « profondément désolée si ces images ont choqué les Polynésiens ». Tout en précisant que « Nous prenons toujours soin de nous renseigner auprès des autorités compétentes et des locaux avec lesquels nous travaillons pour connaître les espèces végétales et animales protégées ou dangereuses », et que, dans ce cas, « ces raies [ne sont pas] dans les catégories (...) d’espèces protégées (...). Les Polynésiens avec lesquels nous avons préparé le programme ne nous ont rien précisé non plus les concernant. ».

### Accusations d'influence de la production sur le déroulement du jeu (épisode 9)
La thématique de cette saison tournant autour des « Armes secrètes », de nombreux téléspectateurs s'interrogent quant à la facilité pour un candidat qui se sait menacé, de trouver cet élément du jeu. C'est plus particulièrement le cas lors du neuvième épisode, à la suite de la découverte et de l'utilisation par Lucie du « bracelet noir », qui lui a permis de déposséder Laëtitia de son collier (alors qu'elle venait de le jouer), entraînant son élimination, ainsi que celle de son binôme Vincent.
Interrogé par Télé Star, Julien Magne, directeur des programmes d'ALP, dément formellement, déclarant : « Une main supérieure viendrait distribuer des récompenses à la tête du client… Tout cela est faux, évidemment ! ». Ajoutant que si un candidat vient à trouver un objet sans être filmé, « on ne fait jamais refaire une action dans Koh-Lanta. On ne transige pas avec ça. ». Au cours d'un direct sur Instagram, Denis Brogniart a de son côté indiqué : « À un moment donné, s'il vous plaît, ne parlez ni de tricherie, ni de trucage, vous avez le droit de penser que cette arme secrète ne vous convient pas  (…) Toutes les semaines, y'a des gens qui disent que ça ne va pas. ».